# Compagnie des mines de Courrières
La Compagnie des mines de Courrières est une compagnie minière qui a exploité des mines de charbon dans le Pas-de-Calais, en France, et qui a également possédé des usines et des lavoirs. Elle est établie au milieu du Bassin minier du Nord-Pas-de-Calais. Elle est notamment connue pour la catastrophe de Courrières qui a causé la mort de 1 099 mineurs le 10 mars 1906.
Fondée en 1849, elle ouvre un premier puits à Courrières dont l'exploitation commence l'année suivante. La concession est accordée le 5 août 1852, en même temps que celle de Dourges, puis une extension le 27 août 1854. Enfin, une dernière extension le 25 juillet 1874 porte la superficie de la concession à 5 459 hectares. Une fosse no 2, située plus au sud, dans un meilleur gisement, commence à produire en 1856. À partir de là, les ouvertures de fosses s'enchaînent. De 1898 au début des années 1910, des puits secondaires sont ouverts auprès de la plupart des fosses de la Compagnie. Ce phénomène est accentué par la catastrophe de Courrières le 10 mars 1906, où beaucoup de mineurs survivants sont restés coincés dans les exploitations parce que les puits étaient obstrués. La fosse no 21 - 22 est ouverte juste avant la Première Guerre mondiale, durant laquelle les installations sont détruites par l'envahisseur.
La reconstruction a principalement lieu autour de 1920. En 1928, une fosse no 23, dotée d'un seul puits, est commencée, et extrait à partir de 1929. Enfin, la Compagnie ouvre respectivement en 1931 et 1935 les puits de la fosse no 24 - 25 à Estevelles, dans une partie encore inexploitée au nord-ouest de la concession, près des concessions des compagnies de Meurchin et Carvin.
Après la Seconde Guerre mondiale, la Compagnie est nationalisée en 1946, et intègre, avec la Compagnie des mines de Drocourt et les fosses du sud de la concession de la Compagnie des mines de Dourges, le Groupe d'Hénin-Liétard, qui par fusion à la fin des années 1960 avec le Groupe d'Oignies forme brièvement le Groupe Centre. De 1971 à 1978, les fosses restant en activité font partie de l'Unité de production de Courrières ou d'Ostricourt, de 1978 à 1980, du Secteur Ouest, et enfin, de 1980 à 1987, du Siège no 3 de Courrières pour les fosses nos 3 - 15, 5 - 12 et 6 - 14. La fosse no 24 - 25 est elle rattachée au Siège no 10 d'Oignies. Cette dernière cesse de fonctionner en même temps que les dernières fosses du bassin minier à la fin de 1990.

## Historique

### De la création à 1880

#### Découverte de la houille à Courrières
Cinq sondages exécutés de 1846 à 1849 par la Compagnie de la Scarpe, ont démontré le prolongement du bassin houiller au-delà de
Douai. Trois autres sondages, exécutés par Mme De Clercq et par M. Mulot, plus à l'ouest encore, ont fait voir que cette prolongation s'étend d'une manière certaine et sur une grande distance.
M. Charles Mathieu, directeur des mines de Douchy, a suivi avec intérêt les recherches faites au-delà de Douai, et a été frappé de leurs résultats. De concert avec son frère, M. Joseph Mathieu et son beau-frère, M. Carlier-Mathieu, tous deux administrateurs et fondateurs comme lui des mines de Douchy, en 1832, ils ont songé à entreprendre des recherches entre Douai et Oignies. Ils se mettent en rapport avec quelques notabilités du haut commerce de Lille, Messieurs Bigo, Crespel, L. Danel et Martin-Muiron, pour réaliser leur projet. Ceux-ci fournissent les premiers fonds nécessaires, et agissent seuls en nom devant le public.
Dès les premiers jours d'avril 1849, ils établissent, sur les indications de M. Charles Mathieu, un sondage no 7 à Courrières, qui atteint au bout de quelques mois le terrain houiller à 148 mètres de profondeur, puis la houille à 151 mètres.

#### Convention avec la Compagnie de Douchy
La Société Bigo entre aussitôt, par l'entremise de Messieurs Mathieu, en rapport avec la Compagnie des mines de Douchy, pour obtenir de celle-ci, les capitaux, le matériel et le personnel nécessaires à l'ouverture d'un puits. Une convention, à cet effet, intervient le 1er août 1849, entre Messieurs Bigo, Charles Crespel, L. Danel et Martin-Muiron, représentants de la Société Bigo, et Messieurs Carlier, H. Defrance, Guilmot-Martin, Ch. Gellé, Ild. Landrieux, administrateurs de la Compagnie de Douchy.
Par cette convention il est créé 500 actions, dont 312 sont attribuées aux associés de Douchy, moyennant le versement individuellement avancé par ceux-ci d'une somme de 300 000 francs. Cette somme doit leur être remboursée avec intérêts à 5 % au moyen d'un prélèvement d'un cinquième des bénéfices de la mine. S'il arrivait que la concession ne soit pas obtenue (ce qu'on pouvait supposer alors que la houille n'a été découverte que par un sondage), les propriétés acquises, les bâtiments construits et tous les objets d'approvisionnements reviendraient aux associés de Douchy en considération de leurs avances.
Une circulaire a été adressée à tous les sociétaires de Douchy pour leur demander leur adhésion à cette convention. Il y est dit :
« Des faits très importants se sont passés depuis peu dans le bassin houiller du Nord de la France ; la houille a été découverte à la tête du bassin, d'abord à l'Escarpelle, près Douai, puis à Courrières, entre Douai et Lille, à cinq lieues de cette dernière ville, dans le département du Pas-de-Calais, où, jusqu'à ce jour, on avait fait de vaines recherches. Les auteurs de cette découverte forment une Société composée de personnes haut placées dans le commerce de Lille. Cette Société, dans le but de se mettre plus promptement en mesure d'obtenir la concession qu'elle sollicite, est venue faire à la Compagnie de Douchy des propositions qui n'ont pu être acceptées par elle.

Mais, voulant favoriser la Société Bigo et utiliser les forces qui, par suite des événements, sont en ce moment d'un emploi peu fructueux pour nous, notre Compagnie a traité avec cette Société pour la location de sa machine d'épuisement et l'enfoncement d'un puits, qui, pendant quelques mois, assurera à nos ouvriers un travail qui nous manque en partie, par suite de la stagnation du commerce. En échange de ces bons services, nous avons obtenu de la Société Bigo qu'elle nous abandonnerait 312 actions sur les 500 dont elle se compose, et cela moyennant une somme de 300 000 francs au maximum, à employer en travaux nécessaires à la mine, convenus et arrêtés entre nous.

En obtenant cet avantage, que nous considérons comme des plus capitaux, et comme pouvant avoir pour chacun de nous, même dans un avenir assez rapproché, les conséquences les plus heureuses, nous avons pensé que cet avantage devait être équitablement offert et réparti entre tous les actionnaires de la Compagnie de Douchy, qui consentiront à participer à cette acquisition. Nous avons, en conséquence, décidé que les 312 actions dont il s'agit seront offertes, puis réparties entre les actionnaires de Douchy, possesseurs des 312 deniers dont la Société se compose, à raison d'une action par denier. Et afin de faciliter à nos associés les moyens de faire cette acquisition sans avoir aucun sacrifice personnel à faire, l'assemblée générale de la Compagnie de Douchy, dans sa séance du 1er août 1849, a décidé, à l'unanimité, qu'il serait fait à tous ses actionnaires, une répartition extraordinaire, prise exclusivement sur la réserve, et suffisante pour que ceux d'entre eux qui participent à l'affaire n'aient rien à débourser par suite de cette acquisition.  »
Des 188 actions réservées à la Société Bigo, il en a été attribué 56 aux demandeurs en concession, et le reste a été réparti entre Messieurs Mathieu, qui ont eu, les premiers, la pensée des recherches de Courrières ; à quelques autres personnes de Lille, intervenues dans l'affaire, et enfin à M. Casteleyn, en échange de l'admission des actionnaires ci-dessus de Courrières dans la Société de recherches de Lens. C'est ainsi que Messieurs Bigo, Danel et Crespel sont devenus actionnaires de la Société de Lens et ont pris plus tard une part active à son administration.
Au mois d'octobre 1850, le puits de Courrières no 1 est parvenu à la profondeur de 182 mètres, et a traversé une veine exploitable. Deux autres veines, également exploitables, ont été découvertes par une galerie exécutée au niveau de 145 mètres. Mais la concession n'est pas obtenue et les fonds de la Société sont épuisés. Le conseil d'administration provisoire décide un appel de fonds de 93 320 francs.
Cet appel est inattendu. Aussi, dans la circulaire adressée aux associés, rappelle-t-on les dispositions de l'article no 7 du contrat provisoire de la Société, dans lequel il est dit qu'après l'épuisement des fonds mis à la disposition de la Société, que la concession ait été ou non obtenue, chaque actionnaire peut se retirer en abandonnant ses droits dans l'association, sans être tenu à aucune obligation, la Société ne pouvant faire de dettes.
Un second appel de fonds de 200 francs par action a été fait en juillet 1851. Les sommes ainsi avancées, comme les 300 000 francs primitivement apportés par les associés de Douchy, doivent être remboursées dès la mise en extraction de deux fosses,.

#### Contrat de Société
Enfin est paru le décret du 5 août 1852, qui institue la concession de Courrières, et aux termes de l'article no 8 de la convention du 1er août 1849, les Sociétaires ont été appelés en assemblée générale pour arrêter le contrat de Société définitif.
« Deux systèmes bien différents étaient en présence pour la constitution de la Société : d'une part, le système suivi à Douchy, d'une administration secrète, n'ayant nul compte sérieux à rendre, et de l'autre le système d'une administration ayant pour la gestion des intérêts communs les pouvoirs les plus étendus, mais ne devant rien tenir secret, devant rendre compte, chaque année, à la Société tout entière, et sous la surveillance d'un comité, de toutes les opérations, de toutes les recettes, de toutes les dépenses faites pendant l'année, des bénéfices obtenus, des dividendes répartis aux actionnaires, et devant recourir à la Société elle-même pour toute mesure sortant des limites d'une administration ordinaire, ou pouvant entraîner des dépenses considérables, hors de proportion avec les ressources de l'entreprise,. »
Le système de Douchy est soutenu par un grand nombre des actionnaires de cette Société ; cependant il a été repoussé, et l'Assemblée générale du 27 octobre 1852 arrête le contrat de la nouvelle Société, résumé ci-dessous, avec les modifications apportées plus tard par les délibérations des Assemblées générales des 15 mars 1853 et 15 mars 1859.
La durée de la Société est illimitée, le siège social est à Courrières. L'avoir social est divisé en 2 000 actions. Les titres sont nominatifs. En cas de cession, vente, liquidation de Société, donation, legs, transmission de propriété par décision judiciaire ou par toute autre voie, au profit d'une personne étrangère à la Société, les actions sont soumises au droit de retrait dans le délai de deux mois. Le prix du retrait est fixé chaque année par l'Assemblée générale. L'action retraite ne sera pas amortie. Elle restera la propriété de la Société qui en touchera les dividendes. Elle pourra être émise de nouveau. En cas de retrait, le cédant pourra redevenir propriétaire des actions cédées, par une déclaration de rétrocession dans la
quinzaine. L'Assemblée générale des actionnaires se réunit de droit en séance le 15 mars de chaque année, même sans convocation, à Douai.
Pour avoir entrée et voix délibérative à ladite Assemblée, il faut être propriétaire de quatre actions, qui donnent lieu à une voix. Un même actionnaire ne peut réunir à lui seul plus de cinq voix. L'année sociale commence le 1er janvier et prend fin le 31 décembre. Le Conseil d'administration est composé de sept membres nommés par l'Assemblée générale. Pour faire partie du conseil, il faut être propriétaire de huit actions. Les administrateurs sont nommés pour trois ans. Ils sont renouvelés par tiers, à savoir deux à l'expiration de la première année, deux à l'expiration de la deuxième et trois à l'expiration de la troisième, ils sont toujours rééligibles.
Le conseil choisit dans son sein un président, un vice-président et un secrétaire. II se réunit deux fois par mois ; il ne peut délibérer si le nombre de ses membres présents ne s'élève à quatre au moins. Les administrateurs ne sont pas rétribués, mais ils reçoivent des jetons de présence dont la valeur est fixée à vingt francs. Le directeur-gérant, d'après les instructions et sous la direction du conseil d'administration, agit au nom de la Société. Tous les employés et ouvriers sont sous ses ordres immédiats. Il est nommé par l'assemblée générale. Le capital social est fixé à 600 000 francs. Il sera versé par tous les associés à raison de 300 francs par action.
Tout actionnaire peut renoncer au profit de la Société à la propriété de son intérêt social. Cette renonciation n'aura d'effet que pour l'avenir ; il restera chargé de sa part dans les dettes de la Société, contractées avant sa renonciation. Sur le bénéfice net de l'année, tel qu'il est arrêté par l'Assemblée générale, il est prélevé 10 % pour former un fonds de réserve, qui ne pourra toutefois dépasser 1 500 000 francs et dans ce chiffre est compris celui de 600 000 francs, importance du capital social. Toutes les fois que la réserve sera de 1 500 000 francs. 300 000 francs seront répartis entre les actionnaires à raison de 150 francs à l'action. Le fonds de réserve a été fixé à 3 000 000 francs. Le nombre d'actions a d'abord été fixé, comme dans la convention du 1er août 1849, à 500, subdivisibles en douzièmes, qui doivent verser 1 200 francs ou 100 francs par douzième, soit en totalité 600 000 francs.
C'est dans l'Assemblée générale du 15 mars 1853, qu'on change le nombre des actions, et qu'on le porte à 2 000, susceptibles d'appels de fonds jusqu'à concurrence de 300 francs, soit en totalité de 600 000 francs.

#### Capitaux versés
Les associés de Douchy ont avancé à la Société Bigo, moyennant l'abandon de 312 actions sur 500 francs 300 000 francs. Il a été appelé, en 1850, 200 francs, et en 1851, 200 francs sur les 500 actions 200 000 francs, soit un ensemble de 500 000 francs qui doivent être remboursés sur les bénéfices. Le capital de 600 000 francs constitué par le contrat de Société du 27 novembre 1852 a été appelé 75 francs par action le 2 mars 1854 soit 150 000 francs, 75 francs par action le 15 janvier 1855 soit 150 000 francs, 150 francs par action le 8 mars 1855 soit 300 000 francs, soit un cumul de 600 000 francs. Il a été donc versé en totalité 1 100 000 francs, dont 500 000 francs remboursables sur les bénéfices à venir.
En outre de ces 1 100 000 francs, il a été fait deux emprunts de 600 000 francs, chacun en obligations à 5 % soit 1 200 000 francs. Le premier, le 31 mai 1860, remboursable en cinq ans à partir du 1er juillet 1864 et le second le 21 mars 1865, remboursable en cinq ans, à compter du 1er juillet 1869. Le total des capitaux versés est de 2 300 000 francs.
Les importants travaux exécutés dans la concession de Courrières, 17 sondages, six puits, constructions, chemins de fer et canal, etc., ont absorbé des sommes, bien autrement considérables que celle de 2 300 000 francs, montant des capitaux versés. Ces travaux sont en mesure de fournir une production annuelle de 500 000 à 600 000 tonnes, et d'après le chiffre de trente francs et plus par tonne immobilisé par les autres houillères du Nord, on peut admettre que les dépenses, réellement faites à Courrières jusque 1880, atteignent le chiffre de plus de quinze millions de francs, prélevés, à peu près entièrement, sur les bénéfices réalisés.

#### Concession

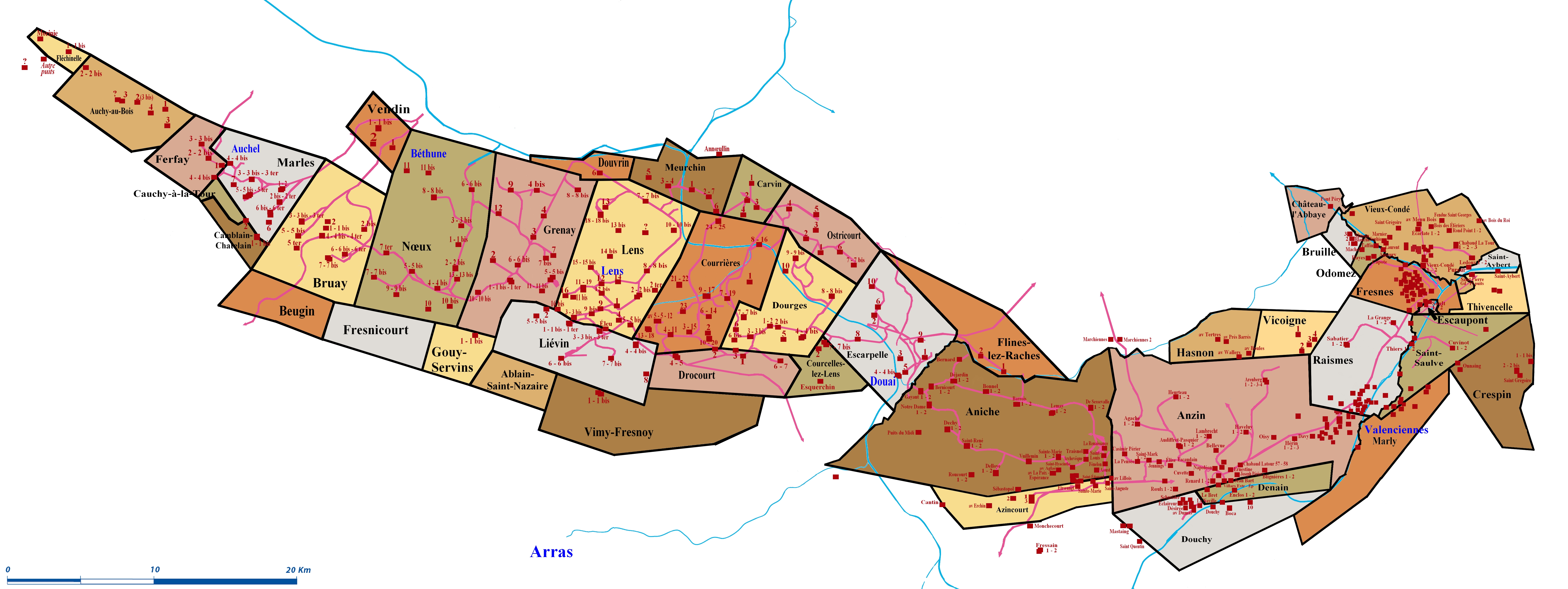
La concession de Courrières parmi celles du bassin minier hors Boulonnais.

Après la découverte de la houille au sondage de Courrières, une demande de concession a été formée, le 9 mars 1850, par Messieurs Bigo, Crespel, Danel et Martin-Muiron. L'instruction de cette demande a été longue, par suite des oppositions et demandes en concurrence, d'abord de la Compagnie des Canonniers de Lille, qui a exécuté de nombreuses et dispendieuses recherches à Marchiennes et dans les environs, puis de la Compagnie Casteleyn et de Mme de Clercq, qui réclament partie des terrains demandés par Courrières.
Enfin, le 5 août 1852, paraît le décret qui accorde aux sieurs Bigo et consorts une concession de 4 597 hectares sous le nom de concession de Courrières. Un autre décret du même jour attribue à la dame veuve de Clercq et au sieur Mulot la concession de Dourges, limitrophe, et d'une superficie de 3 787 hectares. Ce sont les premières concessions instituées dans le nouveau bassin du Pas-de-Calais.
Un second décret du 27 août 1854 attribue à la Compagnie de Courrières une extension vers le nord et l'ouest de 720 hectares, qui n'avaient pas été compris dans les affiches primitives, et pour lesquels les formalités n'ont pas été remplies. Cette extension porte la superficie de la concession à 5 317 hectares.
Lorsque la Compagnie Douaisienne a établi, en 1855, des recherches à Ostricourt, au nord des concessions alors instituées, la Compagnie de Courrières demande une extension de périmètredans cette direction, et l'appuie sur l'exécution de quatre sondages à Carvin et Meurchin, mais sa demande a été repoussée. Enfin, après l'exécution, en 1871-72, d'un sondage au sud de ses limites, la Compagnie de Courrières obtient, le 25 juillet 1874, une deuxième extension de périmètre de 142 hectares. Les limites de la concession de Courrières en 1880 comprennent donc une superficie totale de 5 459 hectares.

#### Travaux

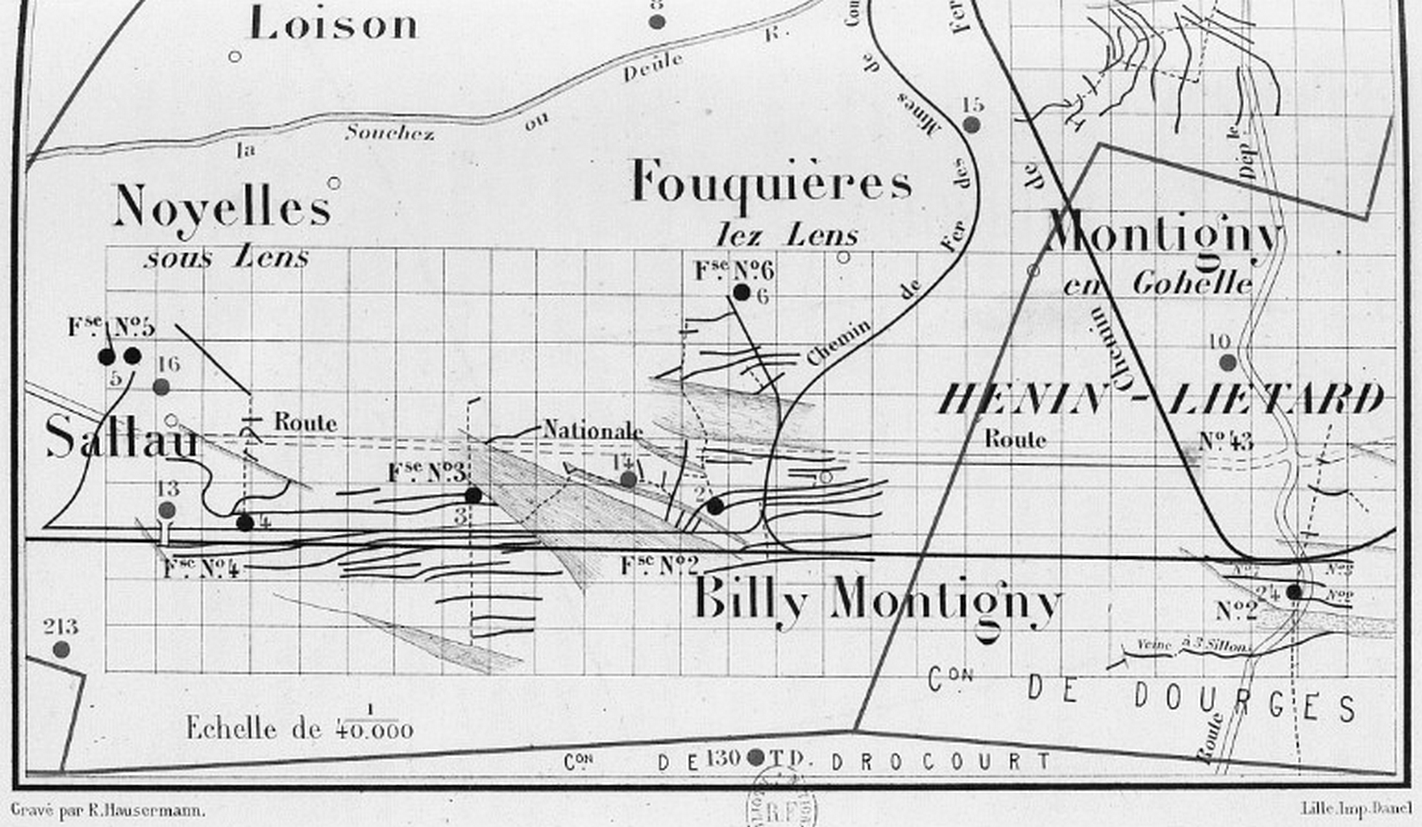
État des travaux vers 1880.

La Société Bigo a découvert la houille au sondage de Courrières en 1849. Elle avait aussitôt ouvert une fosse no 1, près du sondage, avec le concours financier, le personnel et le matériel de Douchy. Dès le mois d'octobre 1850, cette fosse a atteint la profondeur de 182 mètres et on y a rencontré, tant par le puits que par une bowette, trois veines exploitables. En juillet 1851, on connait cinq veines exploitables, et les galeries de reconnaissance ont acquis un assez grand développement. La Compagnie a été autorisée à vendre les charbons que fournissent les travaux d'exploration.
L'exploitation de la fosse de Courrières n'est cependant pas avantageuse : elle ne fournit annuellement que 12 000 à 20 000 tonnes de houille maigre, infestée de grisou, et quoique plus tard, par de longues galeries de recherches vers le sud, on y ait atteint des couches grasses, cette fosse n'a pour ainsi dire pas donné de résultats. En même temps que la Compagnie Bigo poursuit ses travaux de la fosse de Courrières, elle exécute, en 1849 et 1850, six sondages pour la détermination du périmètre de la concession qu'elle sollicite, et, en 1853, un sondage no 14 par le procédé Kindt, à Billy-Montigny, en vue de l'ouverture d'une nouvelle fosse.
Le succès de ce sondage est complet. On y fait des découvertes importantes, qui décident la Compagnie à percer un puits no 2 à côté. Commencé en avril 1854, le passage du niveau présente de sérieuses difficultés ; mais, dès 1857, ce puits fournit abondamment, et son extraction, jointe à celle du puits de Courrières, s'élevait de 70 à 80 000 tonnes par an. La découverte de la houille au nord par les Compagnies Douaisienne, de Carvin et de Meurchin, en 1855-56, amène la Compagnie de Courrières à leur disputer les terrains dans cette direction, elle exécute dans ce but quatre sondages à Carvin et à Meurchin, mais sa prétention sur ces terrains a été rejetée.
Une troisième fosse (no 3) a été ouverte à Méricourt en 1858, et dès 1862, elle contribue à porter l'extraction à 110 000 tonnes d'abord, et successivement à 200 000 et 230 000 tonnes. En 1867, est ouverte la quatrième fosse. L'extraction s'élève à 280 000 tonnes en 1868, et à 317 000 tonnes en 1869. La crise houillère de 1872-1875, la demande excessive des charbons, les hauts prix qu'ils atteignent, et les bénéfices considérables réalisés, tout engage la Compagnie à ouvrir de nouvelles fosses : le no 5 en 1872, et le no 6 en 1875.
Le creusement de la fosse no 5 présente des difficultés énormes. Un premier puits a dû être abandonné à 24 mètres. Un second a été ouvert à 50 mètres du premier, à l'aide d'une tour en tôle que l'on a descendu jusqu'à 35 mètres du sol. On épuise jusqu'à 1 300 mètres cubes d'eau à l'heure, au moyen de trois pompes, dont deux de 55 centimètres et une d'un mètre de diamètre, marchant avec une course de trois mètres. En outre des six puits ci-dessus, la Compagnie a exécuté 17 sondages tant dans le périmètre de sa concession que sur son pourtour.

#### Extraction
| Année    | Production. |
| -------- | ----------- |
| 1851     | 4 672       |
| 1852     | 12 838      |
| 1853     | 17 420      |
| 1854     | 21 022      |
| 1855     | 18 571      |
| 1856     | 22 675      |
| 1857     | 73 028      |
| 1858     | 80 259      |
| 1859     | 73 498      |
| 1860     | 70 166      |
| 1861     | 75 206      |
| 1862     | 109 349     |
| 1863     | 139 420     |
| 1864     | 180 122     |
| 1865     | 202 944     |
| 1866     | 230 587     |
| 1867     | 227 669     |
| 1868     | 279 173     |
| 1869     | 316 904     |
| 1870     | 309 972     |
| 1871     | 289 117     |
| 1872     | 353 580     |
| 1873     | 376 621     |
| 1874     | 375 563     |
| 1875     | 435 805     |
| 1876     | 377 183     |
| 1877     | 370 475     |
| 1878     | 433 211     |
| Ensemble | 5 477 056   |

La première fosse de Courrières, commencée en 1849, entre en exploitation dans le courant de 1851. Mais le gisement de cette fosse est très accidenté, et les houilles, qu'il fournit, de qualité maigre et d'un écoulement difficile. Aussi l'extraction est peu importante, et de 1851 à 1856, elle reste comprise entre 4 000 et 23 000 tonnes. La mise en exploitation de la fosse no 2 de Billy-Montigny vient modifier, d'une manière très favorable, cet état de chose, et de 1857 à 1861, l'extraction s'élève à 70 000 et 80 000 tonnes, pour s'accroître ensuite d'année en année. À partir de 1862 et jusqu'en 1867, avec trois fosses en activité, on produit de 109 000 à 230 000 tonnes.
L'achèvement de la fosse no 4 permet de porter l'extraction à 280 000 tonnes en 1868, à 310 000 tonnes en 1870, et en 1875 436 000 tonnes, chiffre maximum qui ait été atteint. Les années suivantes, elle tombe à 370 000 tonnes, mais uniquement par défaut de vente, et se relève en 1878, à 433 000 tonnes. On trouve ci-contre les chiffres de production annuelle des mines de Courrières depuis l'origine jusque 1878.

#### Dividendes
Le premier dividende distribué, bénéfice de 1857, et résultat de la mise en exploitation de la fosse no 2, de Billy-Montigny, a été payé aux actionnaires en 1858. Il est de 150 francs par action. Il a été payé un dividende semblable pour chacun des exercices 1858, 1859 et 1860. et, en 1864, de 250 francs. Il s'élève en 1865 à 400 francs, à 500 francs en 1866 et en 1867, pendant la hausse du prix des houilles, à 600 francs. Il retombe de 1868 à 1871, à 400 francs. Mais il monte pendant la crise houillère à 1 500 francs en 1872, 1 600 francs en 1873, 1 750 francs en 1874 et 1 600 francs en 1875. La baisse du prix des houilles le fait descendre à 900 francs en 1876, 500 francs en 1877 et 600 francs en 1878.
La Compagnie de Courrières est certainement la Compagnie houillère du Nord qui a distribué les plus gros dividendes, eu égard à l'importance de son extraction. Bien administrée, elle exploite économiquement, et ses produits très beaux et très bons se vendent cher. Il y a lieu de remarquer, toutefois, que cette Compagnie n'a en circulation que 2 000 actions, tandis que les autres Compagnies houillères en ont 3 000, 4 000, 6 000 et même plus.

#### Prix de vente des actions
Les 2 000 actions de la Compagnie de Courrières ont versé en totalité 1 100 000 francs, soit par titre 550 francs, dont 250 avancés par les actionnaires primitifs, ont remboursé, principal et intérêts, sur les bénéfices de 1858 à 1862, après la mise en exploitation de la fosse no 2, de Billy-Montigny,. Les 300 francs restants, versés en 1854 et 1855, reçoivent un premier dividende en 1858. Aussi le prix de vente des actions s'élève à la fin de 1859 à 3 000 francs.
Au commencement de 1861, après l'achèvement de la fosse no 3, ces actions montent à 5 300 francs. En septembre 1863, elles sont offertes à 4 900 francs. Au milieu de l'année 1866, elles valent 5 500 francs, dans le courant des années 1868, 1870 et 1871, 10 500 francs, et en octobre 1872 13 500 francs.
Pendant la crise houillère, les actions de Courrières atteignent un prix excessif, inouï. Ainsi, cotées déjà en janvier 1873 à 17 250 francs, elles s'élèvent dès le mois suivant à 21 000 francs puis en mai 1874 24 000 francs, en juin 1874 27 000 francs, en août 1875 37 000 francs et en mars 1875 52 000 francs, prix maximum qu'elles aient atteint.
En janvier 1876, elles descendent à 39 800 francs et en décembre 1876, à 25 000 francs. Dans le cours de l'année 1877, leur prix de vente oscille entre 24 000 et 27 000 francs ; elles sont en 1880 encore à 24 000 francs. La valeur attribuée à ces actions, comme du reste à toutes les actions des houillères du Nord, a toujours été exagérée, et nullement en rapport avec les dividendes distribués. Leur taux de capitalisation ne dépasse pas 2 à 3 %.

#### Gisements
Dans la concession de Courrières, la formation houillère est recouverte par une épaisseur variable de 135 mètres à 155 mètres de morts terrains, composés d'alluvions, parfois d'un peu de terrain tertiaire, et surtout de terrain crétacé supérieur, dont une moitié, 80 mètres environ, renferme des nappes aquifères. La traversée de ces derniers terrains présente souvent de grandes difficultés.
Tous les puits sont cuvelés en bois de chêne sur une hauteur variant de 80 à 107 mètres. Leur section dans le cuvelage est un polygone dont le nombre de côtés est de 16 à 24, et dont le diamètre varie de 3,50 mètres à 4,50 mètres. En dessous du cuvelage les puits sont muraillés. Ils sont tous guidés en bois. Leur profondeur varie de 210 à 310 mètres. Le tableau ci-contre donne des détails circonstanciés sur les différents gisements reconnus et exploités aux mines de Courrières.
| Sortes de houille        | Couches | Couches          | Composition (cendres déduites) | Composition (cendres déduites) | Fosses qui exploitent chaque sorte | Usages                                                                        |
| Sortes de houille        | Nombre  | Épaisseur totale | Carbone                        | Matières volatiles             | Fosses qui exploitent chaque sorte | Usages                                                                        |
| ------------------------ | ------- | ---------------- | ------------------------------ | ------------------------------ | ---------------------------------- | ----------------------------------------------------------------------------- |
| Maigres                  | 3       | 1,90 mètre       | 92 %                           | 8 %                            | no 1                               | Cuisson des briques et de la chaux                                            |
| Demi-grasses             | 4       | 1,65 mètre       | 86 à 82 %                      | 14 à 18 %                      | no 1                               | Générateurs, chauffage domestique                                             |
| Grasses, à courte flamme | 5       | 3,80 mètres      | 79 à 76 %                      | 21 à 24 %                      | no 1                               | Générateurs, verreries, puddlage, locomotives, forges, coke, usage domestique |
| Grasses, maréchales      | 7       | 5,35 mètres      | 74 à 70 %                      | 26 à 30 %                      | no 1                               | Forges, puddlage et réchauffage, gaz, coke, chauffage domestique              |
| Grasses, à longue flamme | 11      | 14,55 mètres     | 66 à 64 %                      | 34 à 36 %                      | nos 2, 3, 4, 5, 6                  | Gaz, forges domestiques                                                       |
| Grasses, à longue flamme | 7       | 6,55 mètres      | 63 à 60 %                      | 37 à 40 %                      | nos 2, 3, 4, 5, 6                  | Sucreries, brasseries, fours à réchauffer, générateurs                        |
| Ensemble                 | 38      | 33,80 mètres     |                                |                                |                                    |                                                                               |

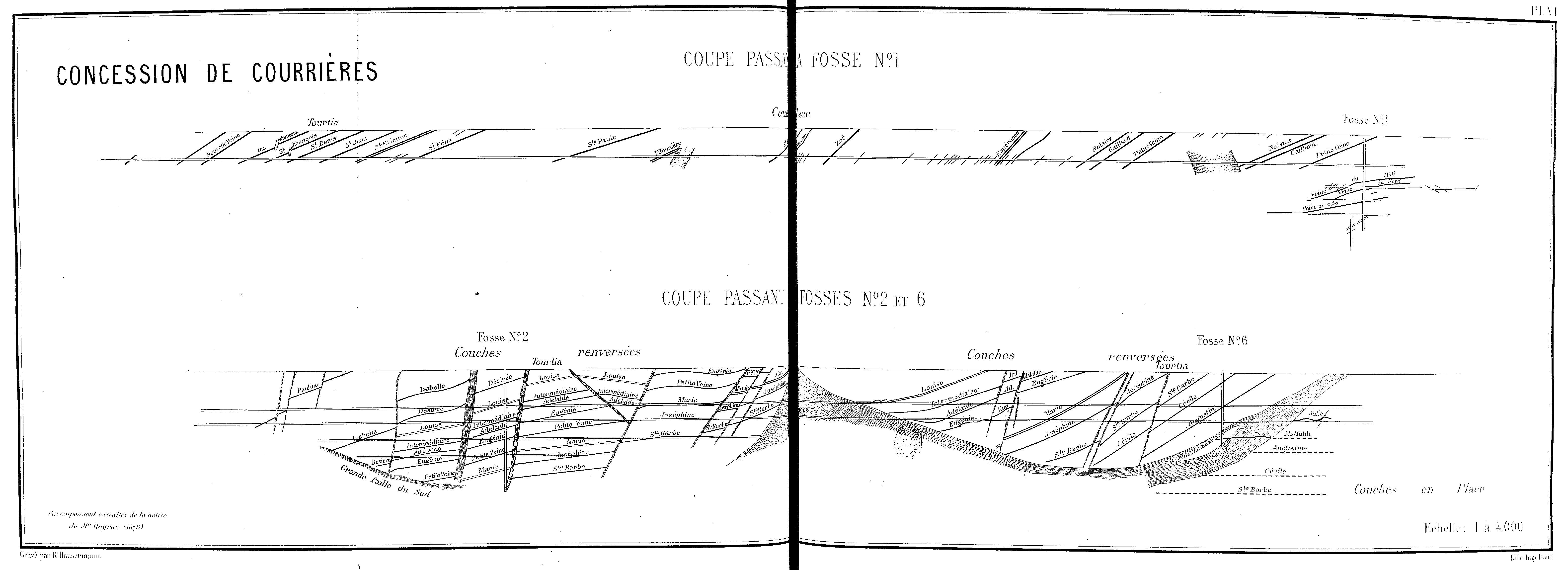
Coupes verticales passant par le puits no 1, et par les puits nos 2 et 6.

L'épaisseur moyenne des veines est donc de 88,9 centimètres. Le faisceau des houilles maigres et demi-grasses est momentanément inexploité. Tous les autres le sont plus ou moins, suivant les besoins du commerce,. La carte donnant l'allure des couches exploitées dans la concession de Courrières et la coupe verticale des gisements qui accompagnent ce travail sont tirées de la notice de M. Alayrac. On a ajouté sur la carte les divers sondages exécutés dans le périmètre, et partie des gisements de Dourges et de Carvin.

#### Matériel et outillage des puits
Les cinq puits en exploitation sont guidés en bois. L'extraction s'opère au no 1, par des caisses de 1 050 kilogrammes suspendues à des cadres guideurs. Ces caisses sont remplies aux accrochages par trois berlines de 350 kilogrammes au moyen de petits culbuteurs ordinaires ; au no 2, par des cages à deux étages, dont l'un est destiné à la circulation des hommes et l'autre reçoit une caisse de 1 050 kilogrammes, remplie aux accrochages de la même manière qu'au puits no 1 ; aux nos 3, 4 et 5, par cages à deux étages, contenant chacun deux chariots de 400 kilogrammes, chargés directement aux tailles. Toutes les cages sont munies de parachutes à quatre griffes agissant par couples sur les faces latérales des guides, sauf à la fosse no 4 où fonctionne le parachute Fontaine, modifié par Taza.
Indépendamment des parachutes, les fosses sont armées contre les accidents de ruptures de câbles, de tous les systèmes de précaution usités qui sont :
- Les freins à vapeur, actionnés par les cages elles-mêmes au moyen de leviers et tringles de communication ;
- Les crochets de suspension à déclinche qui abandonnent les cages lorsque par suite de fausses manœuvres, elles sont sur le point d'arriver aux mollettes[C 16] ;
- Les taquets de retenue, placés dans le chevalet, à vingt centimètres au-dessous de la position limite des cages, dont la fonction consiste à arrêter ces dernières au cas où le parachute n'aurait pas agi après le décrochement automatique ;
- Enfin le rétrécissement du guidage dans la région voisine des mollettes[C 16].

La Compagnie de Courrières emploie cinq ventilateurs du système Guibal : celui de la fosse no 1 a quatre mètres de diamètre et 1,50 mètre de largeur ; ceux des fosses nos 2, 3 et 4 ont sept mètres de diamètre et 1,75 mètre de largeur, et celui du no 5 a neuf mètres de diamètre et 2,25 mètres de largeur. Les appels d'air se font par compartiments étanches installés dans les puits mêmes.
L'épuisement des eaux s'opère, soit par des caisses guidées en bois contenant 16 à 24 hectolitres, soit par des caisses en tôle de 15 hectolitres qu'on introduit dans les cages. L'extraction d'eau pour les cinq puits en exploitation est de 760 mètres cubes par 24 heures. Le transport souterrain s'effectue par des chariots en bois contenant 400 kilogrammes de houille. Les rails sont à simple ou double champignon, du poids de quatre à cinq kilogrammes le mètre.
La Compagnie possède vingt machines à vapeur, à savoir, pour l'extraction :
- Puits no 1, une machine horizontale à un cylindre et engrenages, d'une force de 60 chevaux,
- Puits no 2, une machine horizontale à deux cylindres de 65 et 180 centimètres, d'une force de 120 chevaux,
- Puits no 3, une machine horizontale à deux cylindres de 65 et 180 centimètres, d'une force de 120 chevaux,
- Puits no 4, une machine horizontale à deux cylindres de 75 et 160 centimètres, d'une force de 200 chevaux,
- Puits no 5, une machine horizontale à deux cylindres de 75 et 160 centimètres, d'une force de 200 chevaux[C 17].

Ces cinq machines ont ensemble une force de 700 chevaux. la Compagnie possède en outre sept machines alimentaires de 28 chevaux, cinq ventilateurs Guibal de 150 chevaux, deux machines de fonçage de puits, dont une en réserve, de 82 chevaux, une machine d'épuisement, en réserve, de 250 chevaux. Ces vingt machines ont une force totale de 1 210 chevaux. La vapeur est fournie à ces machines par 25 générateurs, présentant une surface de chauffe totale de 1 940 mètres carrés.
Il existe en outre cinq locomotives pour le service des chemins de fer, deux monte-charges à vapeur aux puits nos 3 et 4, trois grues chrétien au rivage, deux élévateurs au rivage, quatre machines aux ateliers de réparations de Billy-Montigny, ayant ensemble une force de 64 chevaux. Un atelier important situé à Billy-Montigny exécute toutes les réparations que nécessite un aussi considérable outillage.

#### Canal et Chemin de fer
La ligne des houillères a été concédée a la Compagnie des chemins de fer du Nord par décret du 26 juin 1857 ; mais elle n'a été livrée à la circulation qu'en 1862. Jusqu'alors les nouvelles houillères du Pas-de-Calais n'écoulent leurs produits que par voitures, ou bien par le canal de la Deûle où ils sont amenés avec des frais considérables. La Compagnie de Courrières demande, dès 1857, à établir un chemin de fer de ses fosses jusqu'au canal ; mais elle arrête son embranchement à Harnes, sur la rivière du Souchez, et préfère canaliser cette rivière jusqu'à son embouchure dans le canal de la Deûle.
Plus tard, elle relie toutes ses fosses par des embranchements à la gare de Billy-Montigny et en 1880, elle possède 8,5 kilomètres de chemin de fer, non compris douze kilomètres de voies de garages indispensables à son service. Elle effectue ses transports et au rivage d'Harnes et à la station de Billy-Montigny avec cinq locomotives et 160 wagons qui lui appartiennent en propre.
L'embarquement des charbons s'effectue par trois grues Chrétien et par deux élévateurs fixes à vapeur qui versent directement dans le bateau des caisses d'une et de 2,5 tonnes amenées des fosses sur des wagons-trucs. La Compagnie de Courrières a expédié par bateaux d'après M. Micha, 155 470 tonnes, ou 49 % de son extraction, en 1869, 157 250 tonnes (50 %) en 1870, 131 600 tonnes (45 %) en 1871, 172 400 tonnes (48 %) en 1872, 182 100 tonnes (48 %) en 1873, 177 500 tonnes (47 %) en 1874, 207 000 tonnes (47 %) en 1875, 147 000 tonnes (39 %) en 1876 et 158 295 tonnes (47 %) en 1877.

#### Prix de revient
D'après les états des redevances, le prix de revient des mines de Courrières a été de 9,76 francs la tonne en 1873 et de 10,96 francs en 1874.

#### Prix de vente
Les rapports des Ingénieurs des Mines donnent les résultats suivants pour les prix moyens de vente des houilles des mines de Courrières : 9,50 à 11 francs de 1851 à 1854, 13,26 francs en 1855, et 14,38 francs en 1856. Les prix ci-dessus ne s'appliquent qu'aux charbons secs et maigres de la fosse no 1, la seule en exploitation.
Fin 1856, on met en exploitation la Fosse no 2 de Billy-Montigny, qui donne des charbons gras de très bonne qualité. Aussi les prix de vente s'élèvent, de 1857 à 1861, à 16,30 francs et 16,93 francs. Ils descendent ensuite à 14,75 francs en 1862, et s'abaissent graduellement les années suivantes, pour tomber à 12,51 francs en 1865. En 1866 et 1867, années de grandes demandes, les prix se relèvent à 15,09 francs et 17,64 francs. Puis ils descendent à 13,13 francs en 1868 et à 12,57 francs en 1870. En 1871, ils remontent à 13,55 francs et en 1872 à 16,02 francs. La crise houillère les porte à 21 francs en 1873, prix maximum qui ait été atteint. Ils descendent ensuite, en 1874, à 18 francs, 15,50 francs en 1877 et 14,05 francs en 1878.
En 1877, la Compagnie de Courrières a expédié 39 063 tonnes par voitures, 158 295 tonnes par bateaux, 161 880 tonnes par chemin de fer, elle a consommé 26 155 tonnes. L'ensemble est de 385 393 tonnes. Elle a vendu 51 883 tonnes dans le Pas-de-Calais, 113 805 tonnes dans le Nord, 133 550 tonnes en dehors de la région, et ses mines ont consommé 26 155 tonnes. Le total est de 385 393 tonnes.
| Année | Nombre | Production |
| ----- | ------ | ---------- |
| 1851  | 109    | 42         |
| 1852  | 115    | 112        |
| 1853  | 152    | 114        |
| 1855  | 285    | 65         |
| 1856  | 310    | 73         |
| 1857  | 494    | 148        |
| 1858  | 631    | 127        |
| 1859  | 647    | 113        |
| 1860  | 610    | 114        |
| 1861  | 730    | 103        |
| 1862  | 750    | 146        |
| 1863  | 797    | 175        |
| 1864  | 956    | 188        |
| 1865  | 1 084  | 188        |
| 1866  | 1 163  | 179        |
| 1867  | 1 278  | 178        |
| 1868  | 1 426  | 193        |
| 1869  | 1 575  | 201        |
| 1870  | 1 411  | 219        |
| 1871  | 1 491  | 193        |
| 1872  | 1 716  | 206        |
| 1875  | 2 236  | 192        |
| 1877  | 2 203  | 168        |
| 1878  | 2 321  | 187        |

#### Ouvriers et production par ouvrier
La Compagnie de Courrières a successivement occupé les chiffres d'ouvriers repris dans le tableau ci-contre, qui donne en même temps leur production annuelle. De 1851 à 1862, la production annuelle par ouvrier ne dépasse pas 148 tonnes ; elle est même presque toujours inférieure à ce dernier chiffre. Mais, à partir de 1863, elle atteint en moyenne 190 tonnes, soit 35 % de plus que dans la période précédente. Les ouvriers des mines de Courrières se répartissent de la manière suivante :
| Année | Ouvriers du fond | Ouvriers du jour | Ouvriers des deux catégories |
| ----- | ---------------- | ---------------- | ---------------------------- |
| 1869  | 1 257            | 288              | 1 525                        |
| 1871  | 1 207            | 284              | 1 491                        |
| 1872  | 1 388            | 328              | 1 716                        |
| 1875  | 1 800            | 466              | 2 266                        |
| 1877  | 1 815            | 388              | 2 203                        |
| 1878  | 1 772            | 549              | 2 321                        |

La production par ouvrier du fond est de 252 tonnes en 1869, 239 tonnes en 1871, 254 tonnes en 1872, 297 tonnes en 1875, 204 tonnes en 1877 et 244 tonnes en 1878, soit une moyenne de 249 tonnes. Le chiffre dépasse très notablement la moyenne des autres houillères du bassin, et dénote des conditions d'exploitation favorables et un bon emploi du personnel. D'après M. Alayrac, la population, qui vit exclusivement du travail des mines de Courrières, s'élève à 6 900 personnes.

#### Salaires
Une notice distribuée par M. Alayrac, ingénieur en chef des mines de Courrières, lors de la visite de ces mines, en juin 1876, par le Congrès de l'Industrie minérale, renferme les renseignements suivants sur les salaires :
| Année       | Mineurs proprement dits | Rouleurs de tout âge | Ouvriers de toute sorte au fond |
| ----------- | ----------------------- | -------------------- | ------------------------------- |
| 1864        | 3,15 francs             | 1,80 francs          | 2,74 francs                     |
| 1868 à 1871 | 3,70 francs             | 2,11 francs          | 2,97 francs                     |
| 1872        | 4,08 francs             | 2,20 francs          | 3,03 francs                     |
| 1873        | 4,56 francs             | 2,37 francs          | 3,35 francs                     |
| 1874        | 4,51 francs             | 2,39 francs          | 3,42 francs                     |
| 1875        | 4,60 francs             | 2,47 francs          | 3,48 francs                     |

Il ressort de ce tableau que, de 1864 à 1875, les salaires ont augmenté aux mines de Courrières pour les mineurs proprement dits, de 1,45 francs ou de 46 %, pour les rouleurs, de 67 centimes soit 31 %, et pour les ouvriers de toutes sortes au fond, de 74 centimes soit 21 %. D'après les rapports des Ingénieurs des Mines, la Compagnie de Courrières paye en salaires à ses ouvriers 1 311 589 francs en 1869, 1 421 294 francs en 1871, 1 169 300 francs en 1872, 1 984 149 francs en 1877, et 2 405 105 francs en 1878.
Le salaire annuel moyen des ouvriers de toute espèce est de 836 francs en 1869, 958 francs en 1871, 1 031 francs en 1872, 1 039 francs en 1873, 1 000 francs en 1874, 1 070 francs en 1875, 1 152 francs en 1876, 900 francs en 1877 et 1 037 francs en 1878.

#### Maisons d'ouvriers
En 1876, la Compagnie de Courrières possède déjà 646 maisons habitées par 2 601 personnes, dont 882 sont occupées dans les travaux. Elle fournit donc le logement aux deux cinquièmes de ses ouvriers. En 1878, le nombre de ses maisons est de 694, pouvant loger 2 800 personnes, dont 1 100 ouvriers de tous âges.
Ces maisons sont de trois types différents :
- Petite, avec cave, pièce au rez-de-chaussée et pièce à l'étage ;
- Moyenne, avec cave, grande pièce et cabinet au rez-de-chaussée, et deux chambres à l'étage ;
- Grande, avec deux grandes pièces au rez-de-chaussée et deux à l'étage[C 22].

À chacune d'elles est attribué un petit jardin d'un are à un are cinquante centiares. Elles sont louées à raison de deux, trois ou quatre par mois, suivant leur grandeur, jardin compris. Ces maisons reviennent en moyenne à 2 250 francs l'unité, plus le prix du terrain,.

#### Institutions de bienfaisance
Près de la fosse no 3 à Méricourt, la Compagnie a construit deux écoles et un asile pouvant contenir 700 élèves des deux sexes, et tenus par quatre instituteurs congréganistes et cinq religieuses de Saint-Vincent-de-Paul. II y existe un cours d'adultes du soir pour les jeunes ouvriers, un ouvroir et une bibliothèque.
La Compagnie envoie, en outre, gratuitement aux écoles des communes 1 200 enfants. Également, près de la fosse no 3, il a été construit une chapelle desservie par un prêtre spécial, avec un cimetière réservé juste à côté. On a obtenu la création, pour cette section de la commune de Méricourt, d'un adjoint au maire, qui remplit toutes les fonctions de l'état civil. Le service de santé est fait par quatre docteurs et deux officiers de santé. Un docteur a sa résidence à Billy-Montigny, et est spécialement attaché à la Compagnie. On a établi une pharmacie qui délivre gratuitement les médicaments aux ouvriers et à leurs familles.
Tout le service médical est à la charge de la Compagnie, ainsi que l'alimentation des convalescents, l'instruction primaire et une partie des pensions de retraite. Une caisse de secours, alimentée par une cotisation mensuelle d'un à trois francs, suivant les salaires des ouvriers, fournit les secours en argent aux malades et blessés, aux nécessiteux, les frais de funérailles, les pensions aux veuves et orphelins des ouvriers tués dans les travaux. Il est gardé une réserve de 15 000 francs au-delà de laquelle l'excédant de l'encaisse, arrêté au 31 août de chaque année, est partagé entre tous, au prorata des cotisations annuelles, ainsi qu'il a été dit pour Dourges.
En 1877, les dépenses de la Compagnie se sont élevées à 11 030,71 francs pour le service médical, 18 973,40 francs pour la pharmacie, 4 019,25 francs pour les secours en nature, 17 879,85 francs pour les écoles, et 8 148,39 francs pour les pensions, soit un total de 60 051,60 francs. La Caisse de secours, dont les recettes ont atteint le chiffre de 62 683 francs, a dépensé 42 530,50 francs pour les secours ordinaires et extraordinaires et 7 241 francs pour les pensions, soit un total de 49 777,50 francs.

#### Épargne
La Compagnie reçoit les épargnes de ses employés et ouvriers et leur en sert l'intérêt à 4 %. Il y a 106 déposants pour 206 364,38 francs.

#### Société de coopération
Elle est fondée en 1866 avec des actions de 25 francs. Nul ne peut en avoir plus de cinq. Un gérant fait les opérations sous le contrôle d'un comité de neuf membres, se renouvelant chaque année par tiers. On ne vend qu'au comptant ou payable fin de la quinzaine. Tous les six mois, on fait l'inventaire qui est soumis à une assemblée générale, laquelle décide la répartition des bénéfices. Commencée avec cent souscripteurs et avec un faible capital de 5 850 francs, dès le premier semestre, la Société réalise un chiffre de vente de 43 316,96 francs et un bénéfice net de 2 158,72 francs.
Au mois de mars 1875, époque du maximum des salaires, le compte semestriel établit un chiffre de vente de 93 872,90 francs et un bénéfice net de 9 947,60 francs à répartir entre 332 actions appartenant à 245 sociétaires.
Le dernier bilan semestriel de 1877 donne les résultats suivants :
Actif :
- capital à nouveau : 48,50 francs
- inventaire : 19 628,25 francs
- comptes courants débiteurs : 16 244,05 francs
- en caisse : 980,71 francs
- mobilier spécial : 1 198,35 francs
  - total : 38 099,86 francs[C 24]

Passif :
- capital : 8 400 francs
- comptes courants créditeurs : 14 137,40 francs
- réserve sur bénéfice antérieur : 9 402,71 francs
- profits : 6 099,75 francs
  - total : 38 099,86 francs[C 24]

Le nombre des associés est de 239, possédant 336 actions. Le chiffre des ventes s'élève à 77 119,85 francs, déduction faite de l'intérêt du capital, de la bonification au comptable et des gratifications aux garçons de magasin, il reste un bénéfice net de 5 404,15 francs qui a été partagé ainsi : 4 757,32 francs pour les dividendes et 646,83 francs pour la réserve. Le dividende équivaut à 6,2 % du montant des ventes,.

### Après 1880
Le puits no 7 est commencé en 1882 pour une mise en service en 1885. Le puits no 8 est commencé en 1889. En 1890, la production de 1 290 000 tonnes est assurée par 3 886 hommes et 560 enfants. En 1895, le directeur est M. Kolb, il est aidé des ingénieurs Bar et Frémaud. Messieurs Alfred Dupont, Schneider, Derôme, Thellier de Poncheville, Mathieu, Delcourt et Pierrard siègent au conseil d'administration. La fosse no 9 est en préparation à Harnes, et la fosse no 10 en cours de fonçage à Billy-Montigny. La Compagnie possède un rivage à Harnes, un réseau de chemins de fer reliant toutes les fosses et le rivage au réseau de la Compagnie des chemins de fer du Nord, une usine à briquettes, et cinq kilomètres de voies ferrées sur le canal de la Souchez. La Compagnie emploie 5 156 hommes, dont 3 739 ouvriers au fond, 1 209 au jour, et 223 employés. le puits no 10 est ouvert le 24 avril 1899, et la fosse commence à fonctionner en 1900. À cette époque, M. Lavaurs est le directeur gérant, M. Bar l'ingénieur en chef. En 1903, 2 190 742 tonnes de charbon sont produites grâce à 7 006 mineurs, 1 548 ouvriers au jour, et 309 employés.
Le 10 mars 1906, la Catastrophe de Courrières cause la mort de 1 099 personnes, et touche les fosses nos 2, 3, 4 - 11 et 10. La Compagnie est mise en cause, des manifestations et des grèves dans tout le bassin minier à l'exception de la Compagnie des mines de Bruay s'ensuivent. le travail ne reprend qu'à partir du 7 mai dans le Pas-de-Calais.
En octobre, les travaux de la fosse no 13 sont commencés. Un puits no 18 est ajouté en 1909. Le puits no 20 est ajouté au 10 en 1911. À cette période sont creusés les puits nos 21 et 22 à Harnes. La production est en 1913 de 3 063 068 tonnes. En 1914, la Compagnie emploie 14 413 personnes, dont 11 249 mineurs au fond, 3 164 ouvriers au jour et 444 employés. Elle possède six caisses de secours, 4 757 maisons, trois écoles primaires accueillant 1 570 enfants, une consultation de nourrissons, et une goutte de lait.

#### L'entre-deux guerres
En 1924, 3 439 913 tonnes de charbon sont produites, ainsi que 314 000 tonnes de coke. En 1928, le puits no 23 est commencé. En 1930, le directeur général de la Compagnie est M. André Defline, M. Scherrer est ingénieur en chef au fond, et M. Myon ingénieur en chef au jour. Les puits nos 24 et 25 sont respectivement commencés à Estevelles le 4 octobre 1931 et le 8 mars 1935. Le dernier siège de la compagnie commence à extraire en 1932.
En 1928, les sociétés industrielles représentent pour la première fois trois des cinq premières capitalisations françaises et cinq des dix premières, dont deux houillères, la Compagnie des mines de Lens à la troisième place, et la Compagnie des mines de Courrières à la dixième place.
| Société                          | Banque de France | Saint-Gobain | Cie de Lens | Crédit lyonnais | Citroën | Société générale | Paribas | Compagnie parisienne de distribution d'électricité | Alais Froges | Cie de Courrières |
| Capital (en milliards de francs) | 3,8              | 3,2          | 1,9         | 1,8             | 1,7     | 1,7              | 1,6     | 1,6                                                | 1,3          | 1,3               |

En 1938, la Compagnie produit 3 439 913 tonnes de houille et 332 537 tonnes de coke ; elle emploie 15 941 employés et ouvriers, possède 9 316 logements, seize écoles recevant 4 211 élèves et une école ménagère. En 1939, Messieurs Portier, Parent, Boca, Mathieu, Dupont, Cartigny, Derlcourt, Bultot et Perret siègent au conseil d'administration.
Après la nationalisation le 17 mai 1946, les Compagnies de Courrières, Dourges et Drocourt forment le Groupe d'Hénin-Liétard qui s'étend sur 11 792 hectares. La production est alors concentrée sur huit sièges.

## Les fosses
Cette compagnie a possédé 26 puits de mine répartis en quatorze sites de production. Ils sont numérotés de 1 à 25. En 1872, l'ouverture du puits no 5 est abandonné à la profondeur de 24 mètres, ce puits est donc une avaleresse, un autre puits no 5 est ouvert la même année à cinquante mètres.

### Fosseno1ou Fosse Poussière
50° 26′ 49″ N, 2° 56′ 41″ E
1849 - 1914

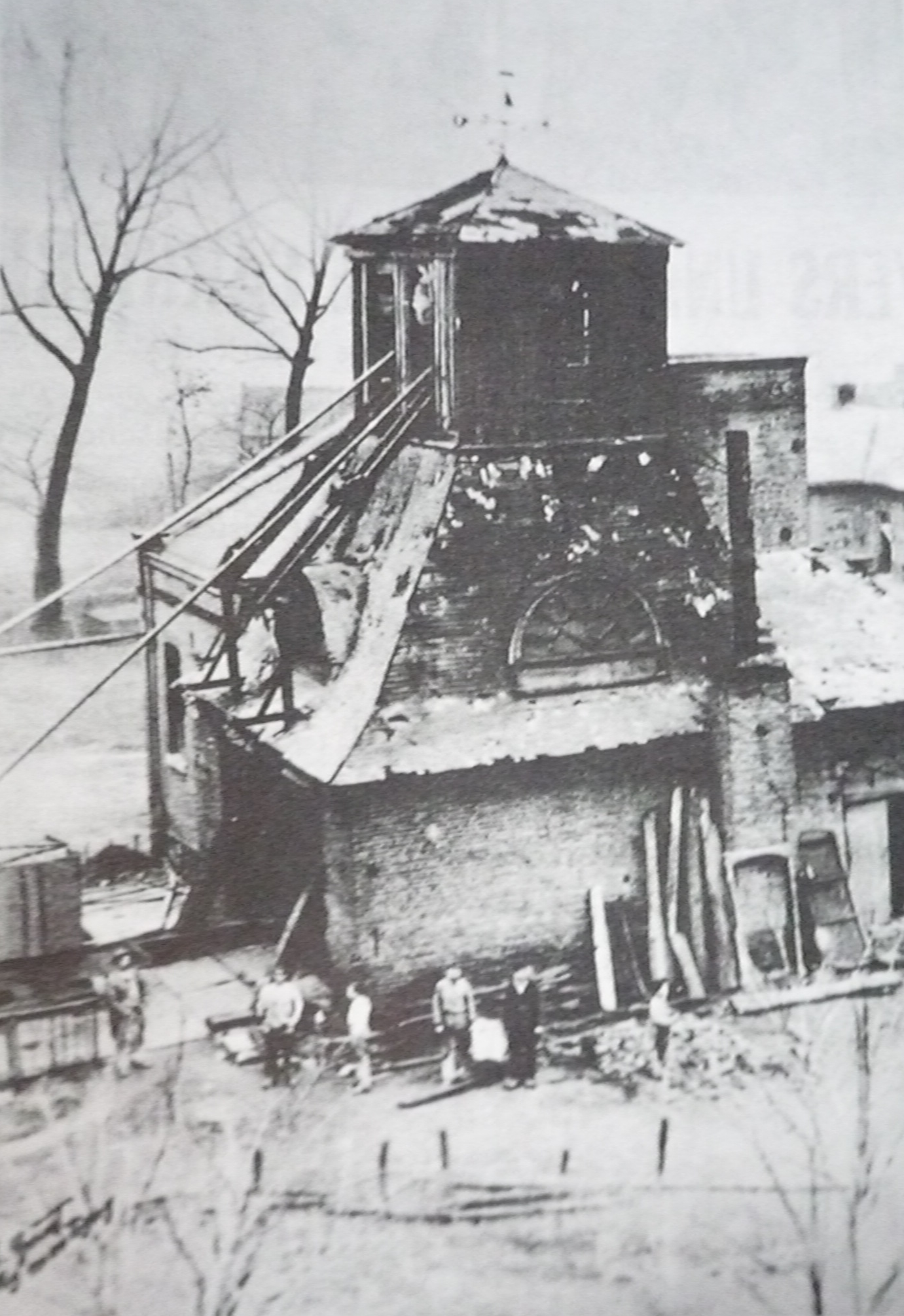
La fosse no 1 à la fin du XIXe siècle.

La fonçage de la fosse no 1 dite fosse Poussière commence en juillet 1849 à Courrières,. Il s'agit du premier du département du Pas-de-Calais, à l'exclusion de ceux du Boulonnais, et le deuxième du nouveau bassin du Pas-de-Calais, après la fosse no 1 de l'Escarpelle à Roost-Warendin. Le puits est foncé par le personnel de la Compagnie des mines de Douchy au diamètre de 3,50 mètres, le long de la route reliant Courrières à Hénin-Liétard.
L'extraction débute en 1850, le charbon y est maigre et infesté de grisou. Le puits est profond de 182 mètres. La fosse est terminée en 1851. En octobre 1852, le puits atteint la profondeur de 265 mètres. Les débuts sont laborieux. Les couches maigres sont infestées de grisou. Ce n'est que par de longues recherches au sud qu'on est arrivé à y exploiter trois couches de bonne qualité, mais peu épaisses. On y a rencontré plus tard de nombreuses couches dont la proportion de matières volatiles varie de 8 à 30 %. La production est de 22 500 tonnes en 1856. La production cesse en 1900, à cause du gisement accidenté. Elle sert ensuite à l'aérage, mais surtout aux recherches. Le puits est remblayé en 1914, c'est la première fosse de la compagnie à fermer.
Le puits se trouve à proximité de l'actuel Centre Commercial Cora de Courrières. Seul un atelier subsiste, il a été transformé en brasserie. La tête du puits no 1 est matérialisée, ce qui permet sa surveillance par le BRGM.

### Fosseno2ou Auguste Lavaurs
50° 25′ 00″ N, 2° 54′ 17″ E
1854 - 1948

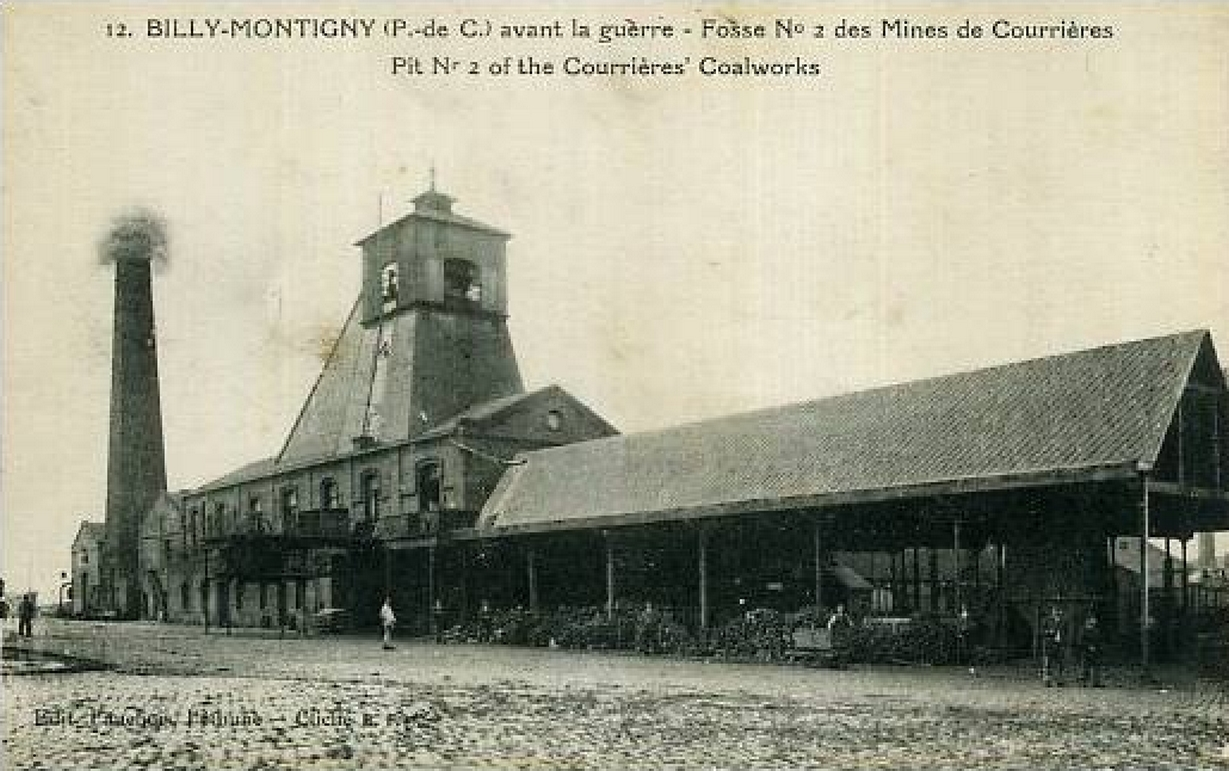
La fosse no 2 avant la Guerre.

Le fonçage du puits no 2, commencé à Billy-Montigny en avril 1854, connait de grandes difficultés à la suite du passage du niveau d'eau, mais la fosse entre en exploitation le 1er juillet 1856. Le diamètre du puits est de 3,85 mètres. Le terrain houiller est atteint à la profondeur de 150 mètres. La fosse exploite des houilles contenant de 34 à 40 % de matières volatiles. Elle est baptisée du nom d'Auguste Lavaurs, un directeur des Mines de Courrières. Dès 1857, l'extraction est importante : 2 100 hectolitres par jour sont produits.
Les Grands bureaux des mines de Courrières et les ateliers centraux de la Compagnie ont été construits à proximité de cette fosse. L'extraction cesse en 1939, après avoir produit 12 197 532 tonnes de houille. Le puits, profond de 590 mètres, est remblayé en 1948, après la nationalisation. Le chevalement est démonté en 1949 pour être remonté à la fosse no 9 - 17 de Harnes, sur le puits no 17, les bâtiments conservés sont englobés aux ateliers centraux du Groupe d'Hénin-Liétard, puis sont tous détruits entre 1989 et 1992. La tête du puits no 2 est matérialisée, ce qui permet sa surveillance par le BRGM.

### Fosseno3- 15 ou Charles Boca ou Lavaleresse
Puits no 3
50° 25′ 02″ N, 2° 53′ 12″ E
1858 - 1985
Puits no 15
50° 25′ 02″ N, 2° 53′ 16″ E
1905 - 1983

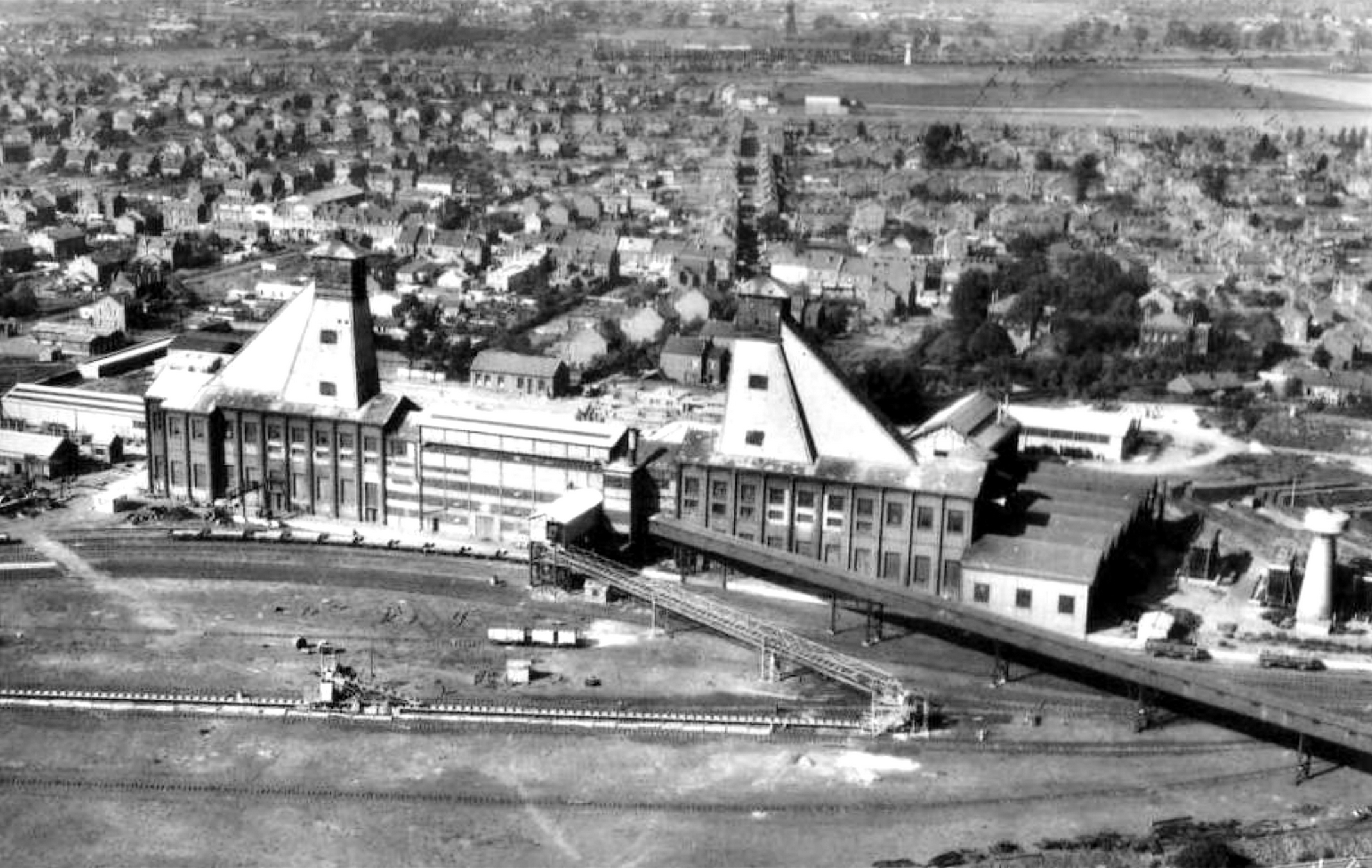
La fosse no 3 - 15.

Une troisième fosse est ouverte à Méricourt à partir d'août 1858, sur le faisceau des veines du puits no 2 et à l'ouest. La fosse est mise en exploitation en 1860 ou 1861. Le terrain houiller est atteint à 149,55 mètres. Le diamètre est de quatre mètres, le cuvelage possède vingt côtés (ou pans). le maximum d'eau fourni par le niveau a été de cent hectolitres par minute. La houille contient 34 à 40 % de matières volatiles
le puits no 15 est commencé en 1905. Alors que se produit la Catastrophe de Courrières le 10 mars 1906, il n'est pas encore assez profond pour desservir les chantiers. Dès sa mise en service, le puits no 15 est entrée d'air, le puits no 3 assure le retour d'air.
la fosse est modernisée en 1953. L'année suivante, la fosse no 4 - 11 est concentrée dessus. En 1963, des ingénieurs évoquent la possibilité de creuser un troisième puits sur le site, équipé d'une tour d'extraction semblable à Barrois nos 1 et 2, au 10 d'Oignies ou au 19 de Lens, mais l'idée est abandonnée. En 1965, la fosse no 6 - 14 est concentrée, quatre ans plus tard, c'est au tour de la fosse no 5 - 12. En 1971, le chevalement et la recette du puits no 15 sont détruits, et remplacés par une nouvelle recette, et le chevalement du puits no 6 bis de Liévin.
La concentration fonctionne jusqu'en 1983, date à laquelle l'extraction est reprise par la fosse no 4 - 5 de Drocourt. Le puits no 15 est remblayé en 1983, il est profond de 840 mètres. Le puits no 3 assure le service pendant deux ans, puis il est remblayé en 1985. Il est lui profond de 757 mètres. Les chevalements sont démolis en 1988. Les têtes des puits nos 3 et 15 sont matérialisées, ce qui permet leur surveillance par le BRGM.

### Fosseno4- 11 Charles Derome ou Sainte-Barbe
Puits no 4
50° 24′ 58″ N, 2° 52′ 12″ E
1865 - 1962
Puits no 11
50° 24′ 58″ N, 2° 52′ 11″ E
1898 - 1954

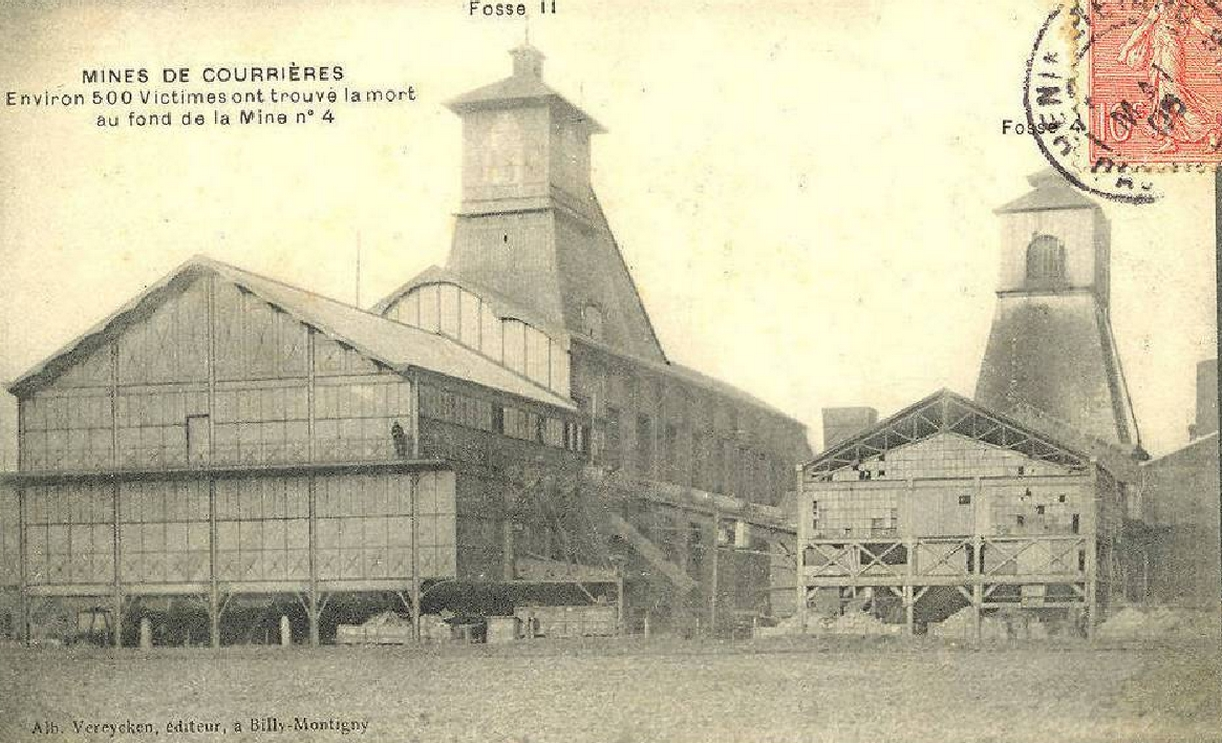
Le puits no 11 et le puits no 4 en 1906.

Les travaux du puits no 4 ont commencé en mars 1865 à Sallaumines,. La fosse est terminée à la fin de 1867. Le diamètre du puits est de quatre mètres. La houille contient 34 à 40 % de matières volatiles. Le puits no 11 est ajouté à partir de 1898, et est fonctionnel en 1901. La fosse est touchée en 1906 par la Catastrophe de Courrières.
Une seconde catastrophe se produit le lundi 19 avril 1948, une explosion a lieu dans le puits 11. Les installations du jour sont endommagées à cause de l'effet de souffle, la cage est coincée dans le chevalement. Cette catastrophe provoque la mort de seize personnes, et en blesse grièvement 33.
Après que l'exploitation du gisement a été concentrée sur la fosse no 3 - 15 en 1954, la fosse cesse son activité, le puits no 11, profond de 531 mètres, est remblayé et sa machine d'extraction installée au puits no 24 à Estevelles. Les chevalements ont été abattus en 1962, date à laquelle le puits no 4 est remblayé. Le carreau a ensuite servi de parc à bois central pour le Groupe d'Hénin-Liétard jusqu'à l'arrêt du dernier siège du Groupe, en 1990/91, les derniers bâtiments de la fosse sont détruits. Une voie rapide a été aménagée et coupe la fosse en deux parties. Les têtes des puits nos 4 et 11 sont matérialisées, ce qui permet leur surveillance par le BRGM.

### Fosseno5- 12 Constant Mathieu
Avaleresse no 5
1872 - 1872
Puits no 5
50° 25′ 26″ N, 2° 51′ 34″ E
1872 - 1988
Puits no 12
50° 25′ 26″ N, 2° 51′ 36″ E
1905 - 1988

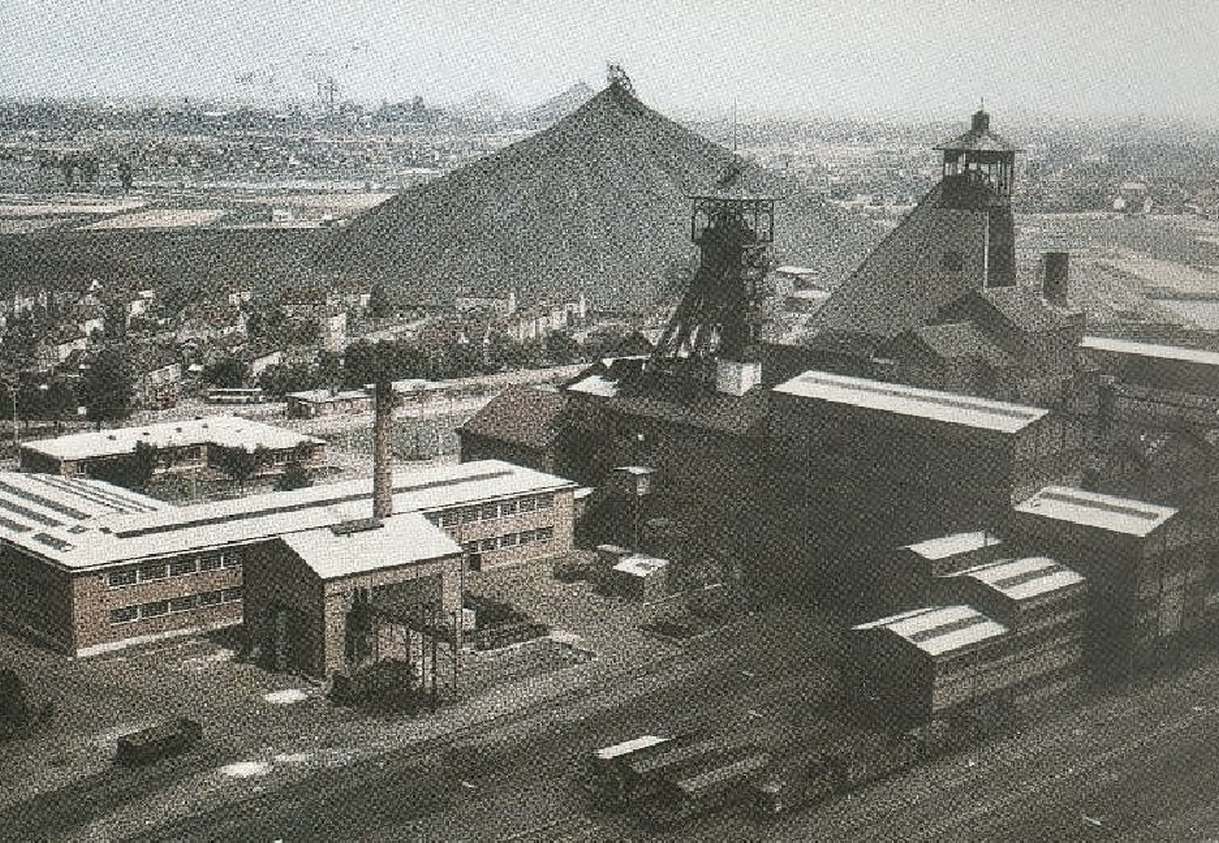
Vue aérienne de la fosse no 5 - 12.

Un premier puits, dit avaleresse no 5, est tout d'abord creusé sur le site, à Sallaumines, mais il est abandonné à la profondeur de 24 mètres. Un second puits, dit fosse no 5, a été ouvert à cinquante mètres du premier, à l'aide d'une tour en tôle que l'on a descendu jusqu'à 35 mètres du sol. On épuise jusqu'à 1 300 mètres cubes d'eau à l'heure, au moyen de trois pompes, dont deux de 55 centimètres et une d'un mètre de diamètre, marchant avec une course de trois mètres. Le diamètre du puits est de 4,50 mètres. Le siège est ouvert à partir du 15 mai 1877. Il porte le nom de Constant Mathieu, directeur de la Compagnie. Le puits no 12 est ajouté en 1905.
Les puits nos 5 et 12, respectivement profonds de 676 et 823 mètres, ont été remblayés en décembre 1988. Les principales installations ont été démolies en 1990. Les têtes des puits nos 5 et 12 sont matérialisées, ce qui permet leur surveillance par le BRGM, en revanche, rien ne signalise l'avaleresse no 5.

### Fosseno6- 14 Alfred Dupont
Puits no 6
50° 25′ 35″ N, 2° 54′ 24″ E
1875 - 1987
Puits no 14
50° 25′ 36″ N, 2° 54′ 24″ E
1903 - 1973

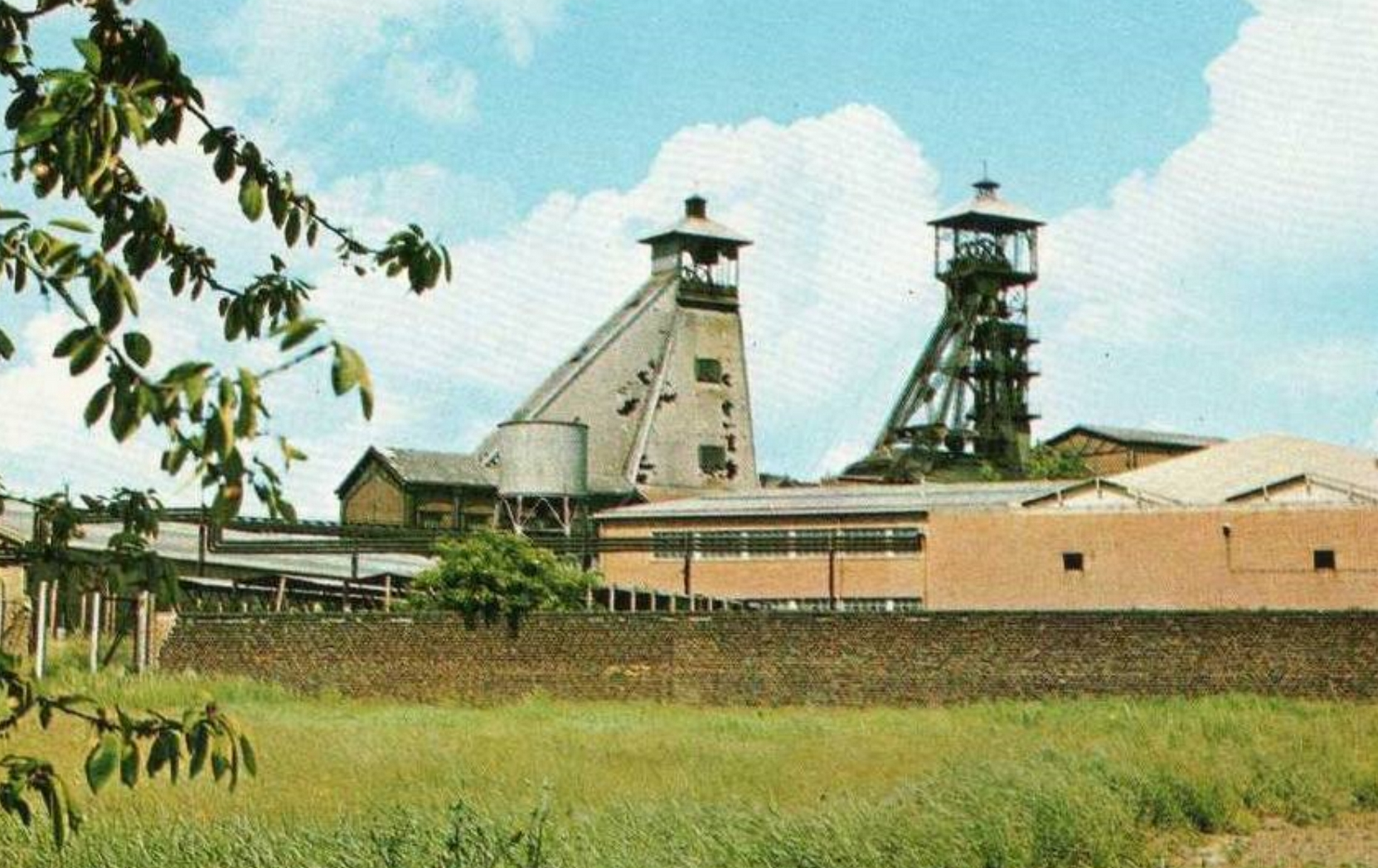
La fosse no 6 - 14.

La fosse est creusée à partir d'août 1875 à Fouquières-lez-Lens,. L'approfondissement est arrêté à 243 mètres en août 1877. Le diamètre du puits est de 4,50 mètres. La houille contient de 34 à 40 % de matières volatiles. La fosse est mise en service à partir de décembre 1880.
Le puits no 14 est commencé en 1903, et est ouvert le 10 juillet 1908. le puits no 6 est modernisé en 1953 pour remonter des berlines de 3 000 litres, et le puits no 14 des berlines de 600 litres. La fosse no 10 - 20 est concentrée cette année-là. Un coup de grisou entraîne la mort de seize mineurs et en blesse douze le 4 février 1970. La fosse est en 1965 rattachée au siège no 3 - 15, et cesse de produire. Le puits no 6 assure le retour d'air et est par conséquent équipé de ventilateurs. En 1973, le puits no 14, profond de 670 mètres, est remblayé, le chevalement est détruit deux ans plus tard. le puits no 6, profond de 647 mètres, cesse l'aérage en 1987 et est remblayé la même année. Le chevalement est détruit l'année suivante. Les têtes des puits nos 6 et 14 sont matérialisées, ce qui permet leur surveillance par le BRGM.

### Fosseno7- 19 Henri Maurice
Puits no 7
50° 26′ 15″ N, 2° 55′ 24″ E
1882 - 1960
Puits no 19
50° 26′ 13″ N, 2° 55′ 24″ E
1909 - 1961

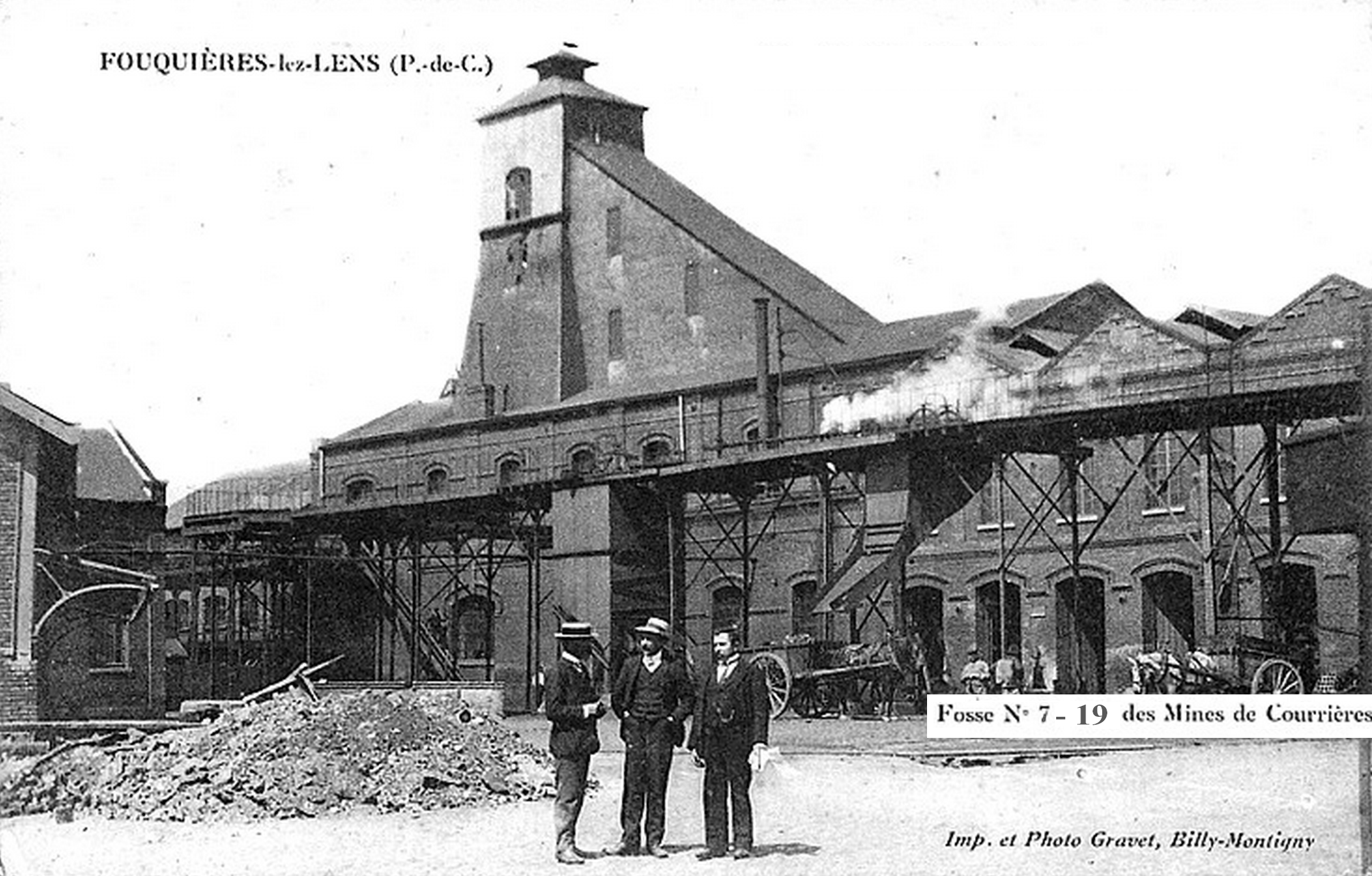
La fosse no 7 - 19.

Le fonçage du puits no 7 débute en avril 1882 à Fouquières-lez-Lens, et est fonctionnel en 1885. Le puits no 19 est ajouté en 1909, et est ouvert le 23 juin 1910. Le fosse cesse d'extraire en 1935, date à laquelle elle est concentrée sur la fosse no 9 - 17 de Harnes. Le puits no 7, d'une profondeur de 794 mètres est remblayé en 1960, le puits no 19, profond de 402 mètres est lui remblayé en 1961. Les têtes des puits nos 7 et 19 sont matérialisées, ce qui permet leur surveillance par le BRGM.

### Fosseno8- 16 Gabriel Portier
Puits no 8
50° 28′ 09″ N, 2° 57′ 15″ E
1889 - 1974
Puits no 16
50° 28′ 09″ N, 2° 57′ 12″ E
1906 - 1963

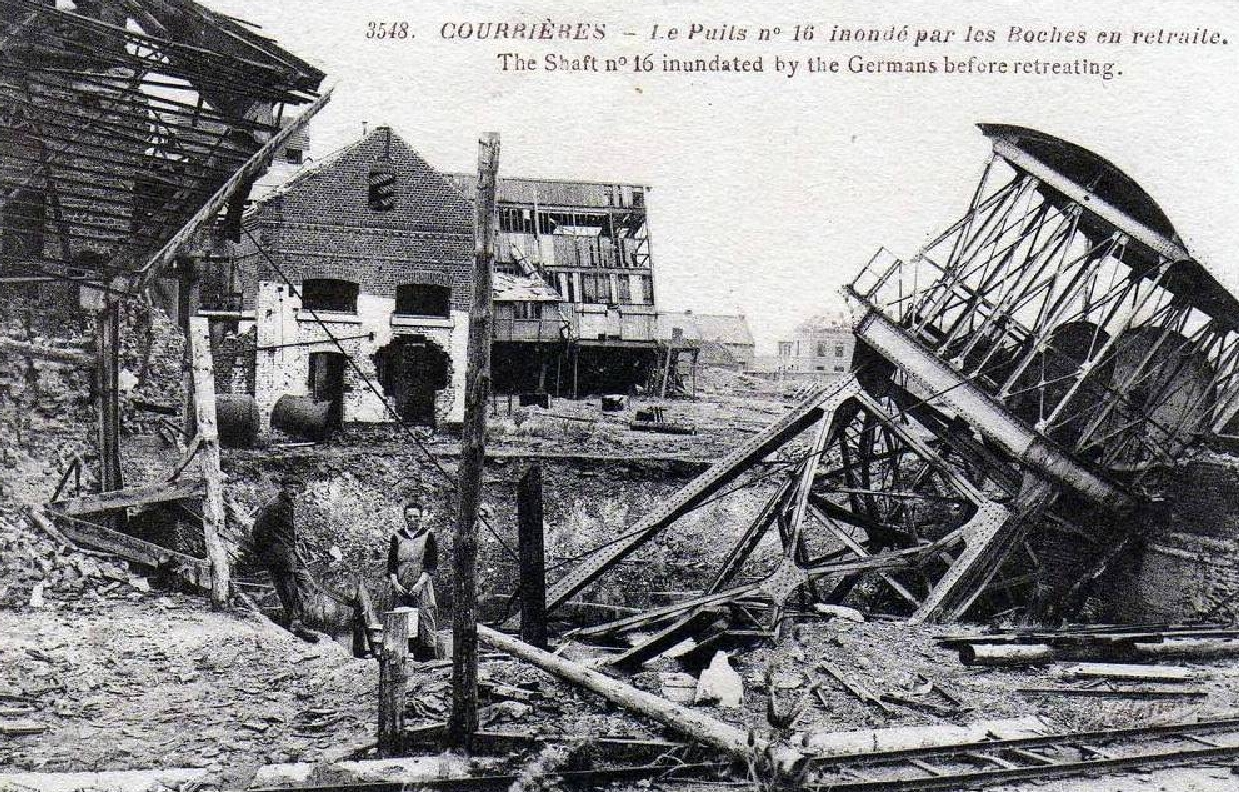
Le puits no 16 après la guerre.

Le puits no 8 est foncé à partir d'avril 1889 à Courrières, au nord de la fosse no 1, avec un diamètre de 4,60 mètres. le puits no 16 est ajouté en 1906. Le puits no 16, profond de 350 mètres est remblayé en 1963, le puits no 8, profond de 365,55 mètres l'est en 1974. Les têtes des puits nos 8 et 16 sont matérialisées, ce qui permet leur surveillance par le BRGM.

### Fosseno9- 17 Louis Piérard
Puits no 9
50° 26′ 20″ N, 2° 54′ 12″ E
1896 - 1970
Puits no 17
50° 26′ 19″ N, 2° 54′ 18″ E
1909 - 1970

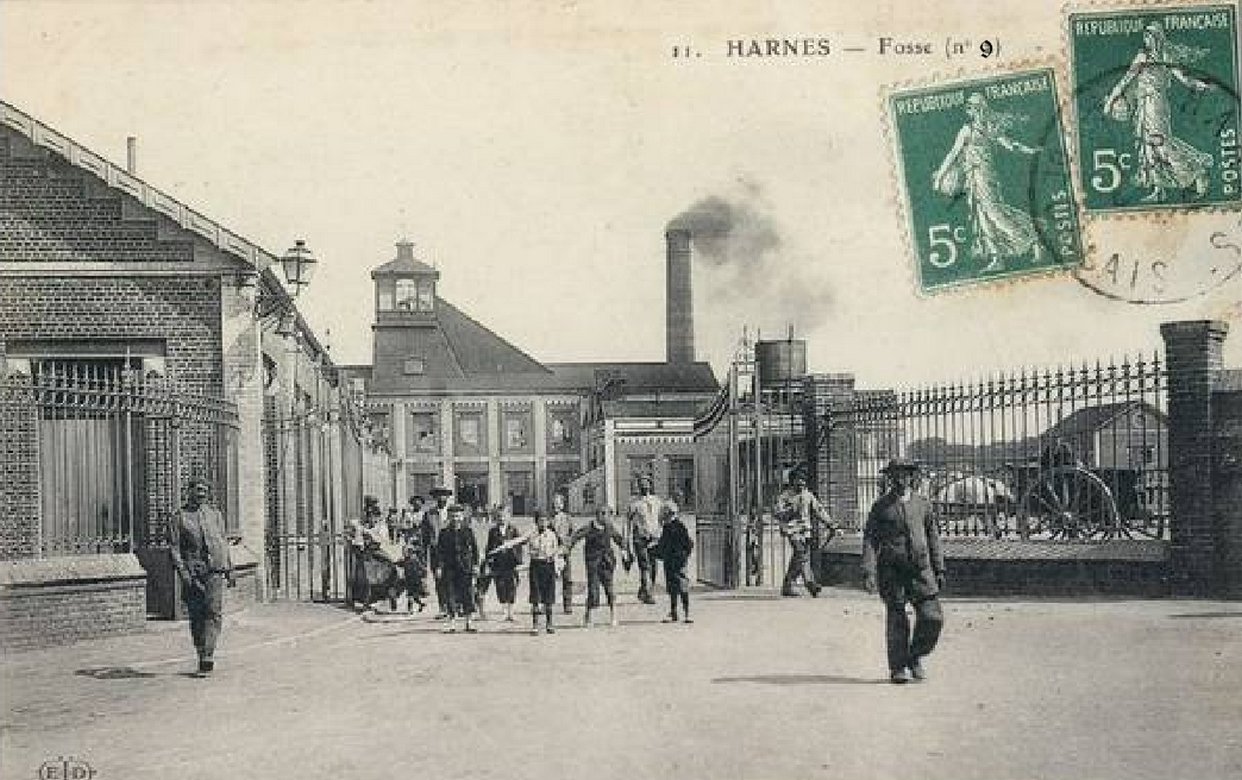
Le puits no 9.

Le puits no 9 est commencé en 1891 à Harnes et est ouvert le 23 janvier 1896. La fosse commence à extraire cette année-là. Le puits no 17 est ajouté le 18 mai 1909. Après la nationalisation, la fosse no 9 - 17 devient un siège de concentration. Le puits no 17 est arrêté en avril 1949 afin de recevoir le chevalement du puits no 2, fermé dix ans plus tôt. Le puits no 17 est remis en service en 1951, en décembre, c'est alors le puits no 9 qui est arrêté. Les modifications sont moins importantes puisqu'il s'agit d'aménager les cages et moderniser la recette. En janvier 1952, le siège de concentration no 9 - 17 est opérationnel, la fosse no 23 est concentrée dessus.
La fosse no 9 - 17 est en 1967 concentrée sur la fosse no 21 - 22, et cesse d'extraire l'année suivante. Les puits nos 9 et 17, respectivement profonds de 507 et 635 mètres, sont remblayés en 1970. Les chevalements sont démolis trois ans plus tard. Les têtes des puits nos 9 et 17 sont matérialisées, ce qui permet leur surveillance par le BRGM.

### Fosseno10- 20 Schneider-Landrieu
Puits no 10
50° 24′ 46″ N, 2° 54′ 23″ E
1899 - 1955
Puits no 20
50° 24′ 49″ N, 2° 54′ 24″ E
1911 - 1955

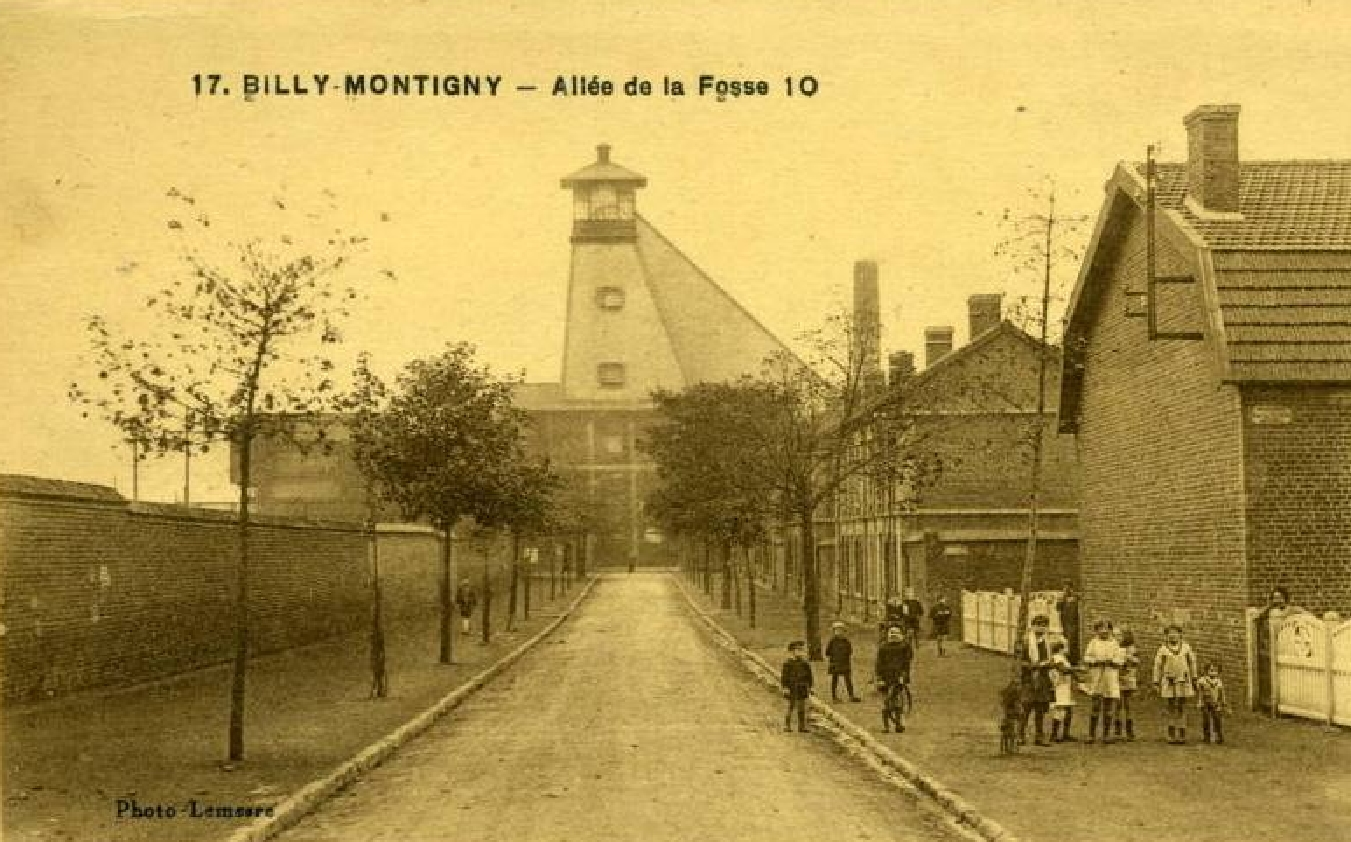
Le puits no 10.

Le puits no 10 est commencé en 1895 à Billy-Montigny et est ouvert le 24 avril 1899. le puits no 20 est ajouté en 1911. En 1953, la fosse no 10 - 20 est concentrée sur la fosse no 6 - 14 et cesse d'extraire, les deux puits, respectivement profonds de 673 et 546 mètres sont remblayés en 1955, et les chevalements détruits l'année suivante. Les déchets sont rejetés sur les terrils 104, 104A et 239. Les têtes des puits nos 10 et 20 sont matérialisées, ce qui permet leur surveillance par le BRGM.

### Fosseno13- 18
Puits no 13
50° 25′ 11″ N, 2° 50′ 55″ E
1906 - 1957
Puits no 18
50° 25′ 09″ N, 2° 50′ 57″ E
1909 - 1961

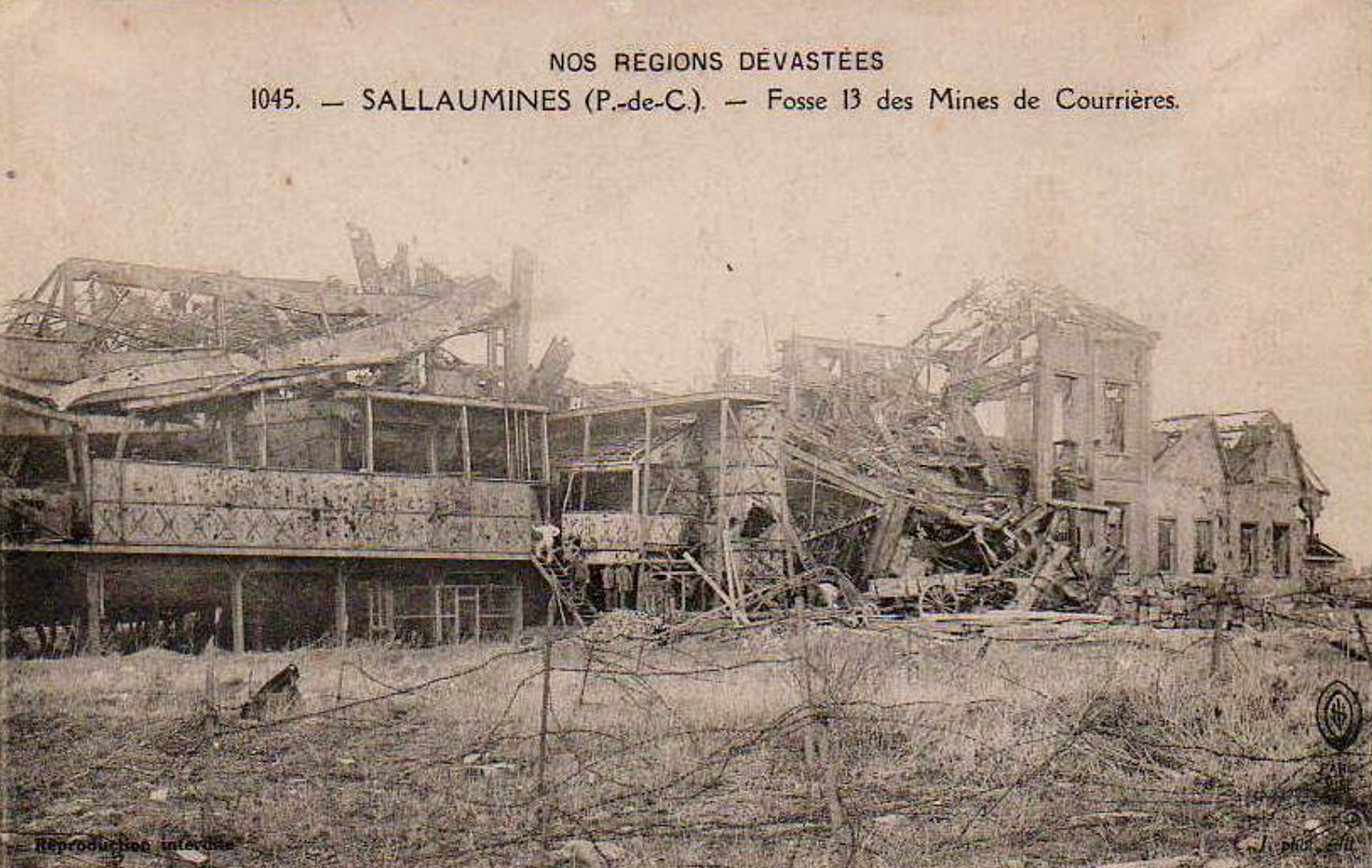
le puits no 13 après la Guerre.

Le puits no 13 est commencé le 11 octobre 1906 à Sallaumines,. La fosse commence à produire en mars 1907. Le puits no 18 est lui commencé en septembre 1909.
La fosse no 13 - 18 est concentrée sur la fosse no 5 - 12 en 1957, date à laquelle le puits no 13, profond de 519 mètres, est remblayé. Le puits no 18, profond de 533 mètres est remblayé en 1961. Les têtes des puits nos 13 et 18 sont matérialisées, ce qui permet leur surveillance par le BRGM.

### Fosseno21- 22 Hector Coppin
Puits no 21
50° 26′ 45″ N, 2° 52′ 43″ E
1910 - 1978
Puits no 22
50° 26′ 43″ N, 2° 52′ 44″ E
1911 - 1978

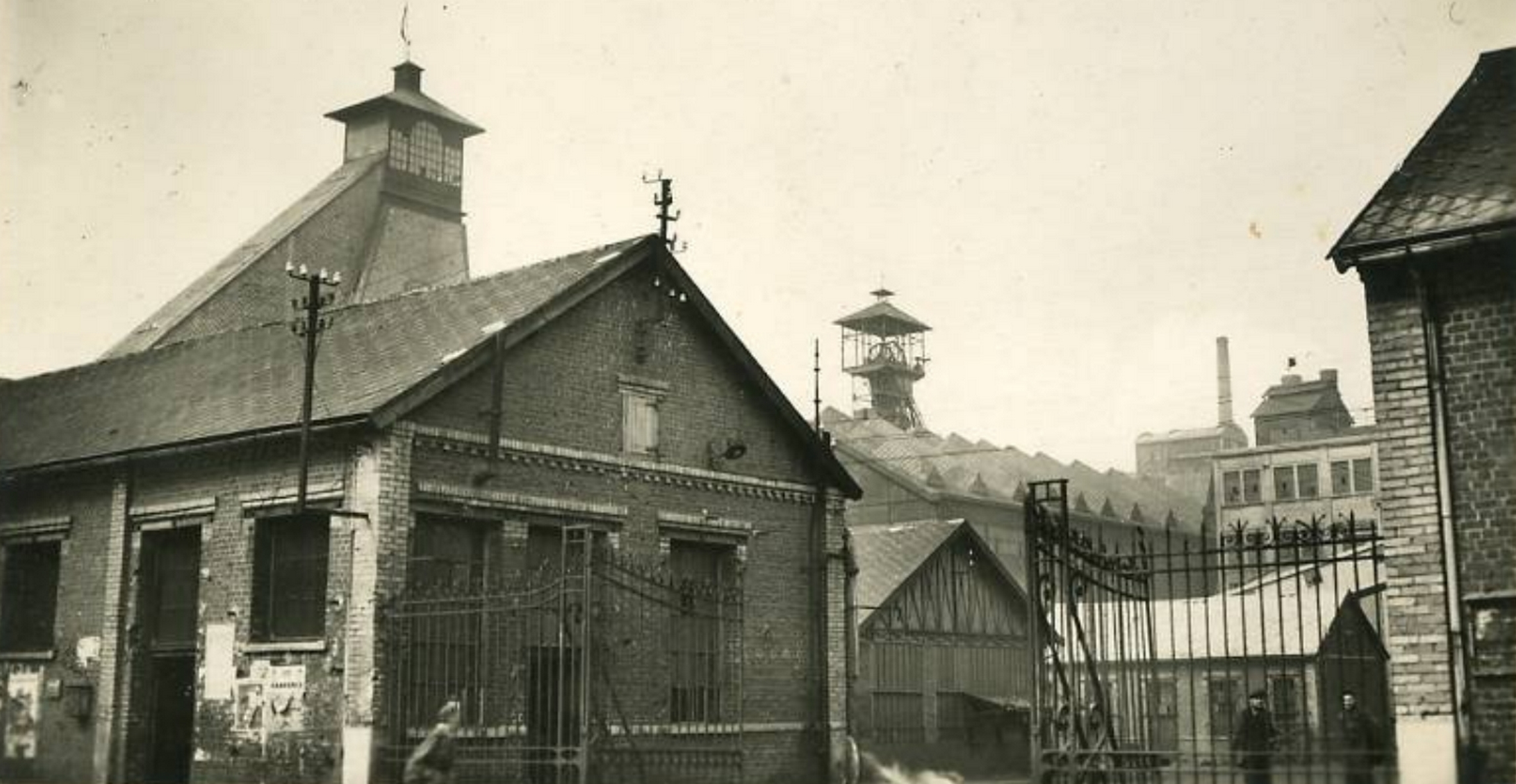
La fosse no 21 - 22.

Le puits no 21 est commencé en 1910 à Harnes et est ouvert le 1er janvier 1913. Le puits no 22 est quant à lui commencé en 1914, date à laquelle la fosse commence à fonctionner.
Après la nationalisation, en 1952, le puits no 21 subit une modernisation afin de pouvoir fonctionner avec des berlines de 3 000 litres. Le puits no 22 est modernisé l'année suivante. Les puits nos 21 et 22, respectivement profonds de 546 et 571 mètres, sont remblayés en 1977. Le chevalement du puits no 21 est démoli en 1979, celui du puits no 22 l'année suivante. Les têtes des puits nos 21 et 22 sont matérialisées, ce qui permet leur surveillance par le BRGM.

### Fosseno23Charles Thellier de Poncheville
50° 25′ 47″ N, 2° 52′ 53″ E
1928 - 1968

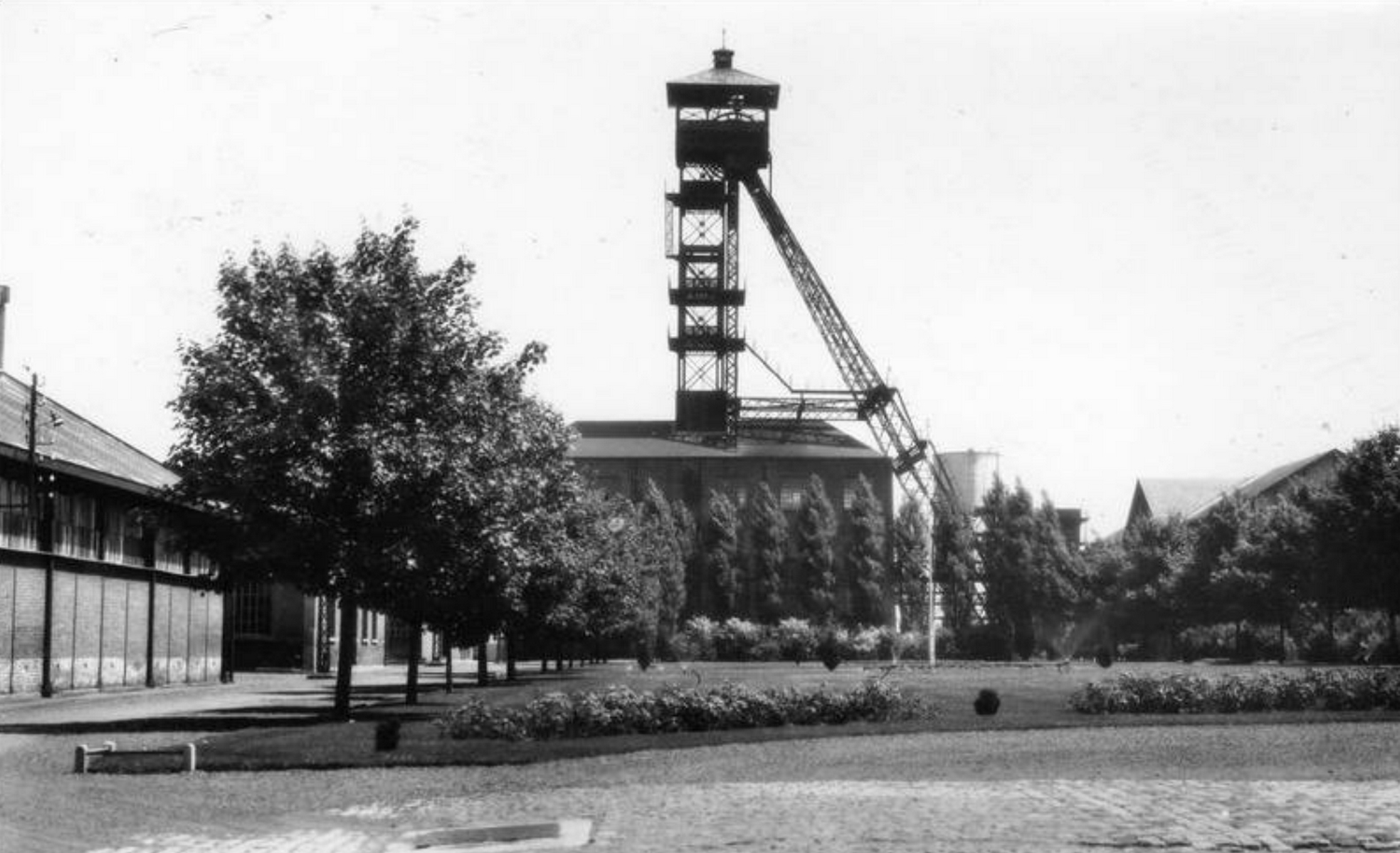
La fosse no 23.

Le puits no 23, dit Charles Thellier de Poncheville, est ouvert le 22 août 1928 à Noyelles-sous-Lens,. L'extraction commence à partir de 1929. Cette fosse ne possède qu'un seul puits d'extraction, ce qui est assez rare dans cette compagnie, les autres exceptions sont les fosses nos 1 et 2. Le 17 mars 1952, l'extraction de la fosse no 23 est concentrée sur la fosse no 9 - 17 de Harnes. Toute extraction cesse le 16 juin 1952. La production totale du siège est de 4 351 000 tonnes de charbon. La fosse sert en revanche pour la descente du personnel et du matériel pour la fosse no 9 - 17 jusqu'au 1er janvier 1967, date à laquelle la fosse no 9 - 17 est rattachée à la fosse no 21 - 22. Le puits profond de 512 mètres est remblayé en 1968 et le chevalement abattu en mars 1969.
Cette fosse a servi de centre d'accueil des étrangers, de centre de Formation des Houillères, puis de siège de l'organisme de gestion des retraites des employés de Charbonnages de France, actuellement ANGDM, qui occupe toujours le site. Les bâtiments préservés sont les bureaux, les ateliers, les magasins, les bains douches ouvriers et cadres, la chaufferie, la lampisterie et la sous-station. La tête du puits no 23 est matérialisée, ce qui permet sa surveillance par le BRGM.

### Fosseno24- 25
Puits no 24
50° 29′ 00″ N, 2° 54′ 53″ E
1931 - 1989
Puits no 25
50° 29′ 01″ N, 2° 54′ 55″ E
1935 - 1991

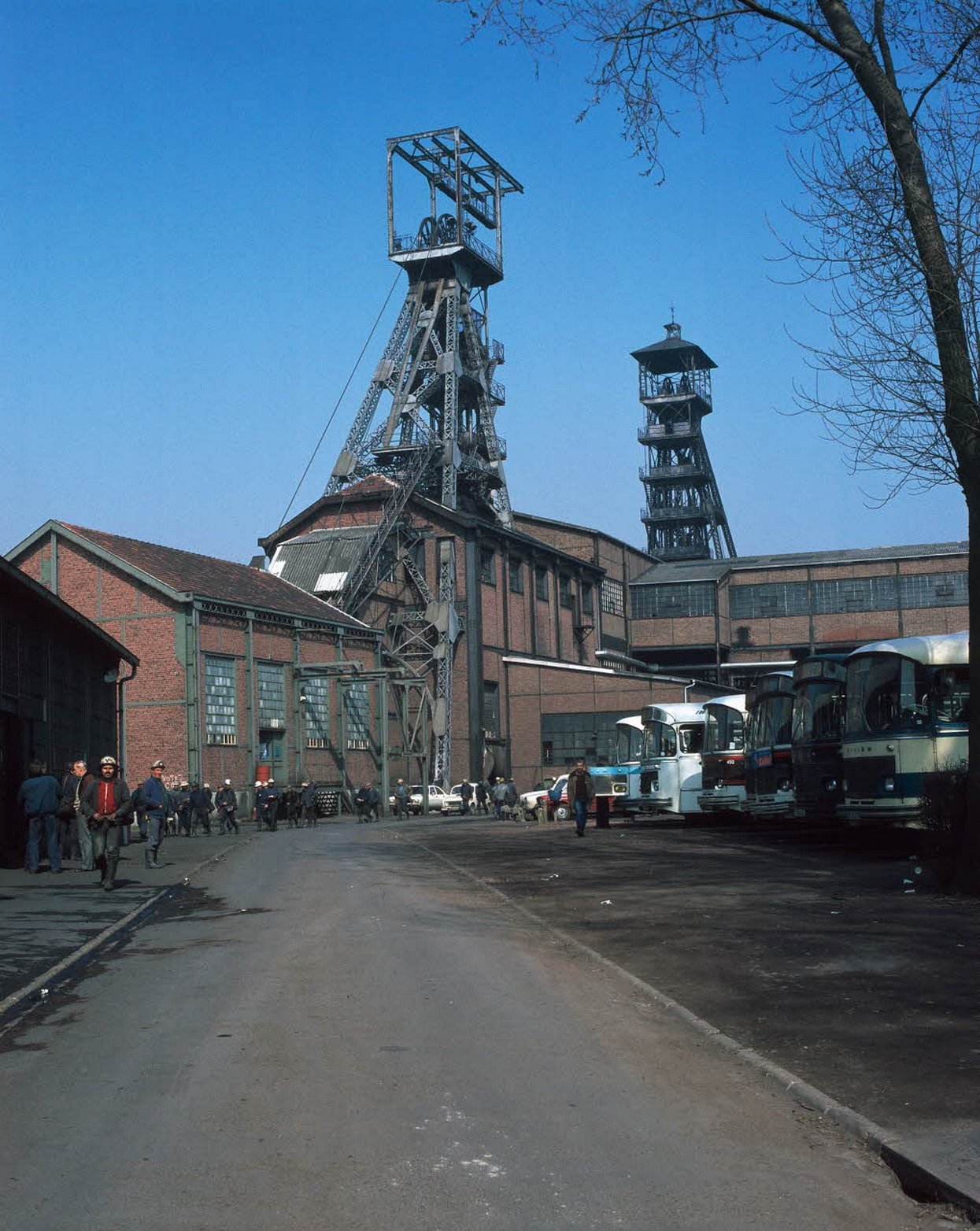
La fosse no 24 - 25 en 1982.

Les travaux du puits no 24 sont commencés le 4 octobre 1931 à Estevelles, et le siège est fonctionnel à partir de 1932. le puits no 25 est commencé le 8 mars 1935.
Au début de 1968, le service d'exploitation fond du siège no 25 Nord-Ouest du Groupe Centre, à Estevelles, a découvert un important panneau de houille de 600 mètres de longueur et de 300 mètres de relevée, avec une pente moyenne de quinze à vingt degrés. Deux possibilités pour l'exploiter ont été étudiées. La première consiste en un creusement de voie intermédiaire pour l'installation de deux tailles successives de 150 mètres, à avancement rapide. La seconde solution consiste à équiper un seul chantier de grandes dimensions, avec des techniques nouvelles. Des engins capables de s'attaquer à une telle longueur ont été trouvés, et bien que d'après les études l'amortissement serait assez considérable, c'est le second projet qui a été adopté. Ce choix s'est avéré judicieux, puisqu'en 1968, l'exploitation de la taille Beele 11 a représenté 50 % de la production du siège, et un rendement cumulé de 2 000 kg par ouvrier.
La taille de Beele 11 est équipée d'un rabot-ancre à deux moteurs de cinquante chevaux aidé de pousseurs hydrauliques Sabès à pression de cinquante à soixante kilos, permettant une profondeur de passe de dix centimètres, alors que l'attaque habituelle d'un rabot classique est d'environ six centimètres. Une poutre spéciale pour gisement penté maintient l'installation en tête de taille. Le soutènement est réalisé au moyen d'étançons à friction. Un convoyeur blindé muni de chaînes à trois brins est actionné par trois moteurs de 72 chevaux et des réducteurs à grande et petite vitesse pour assurer la desserte de la taille. À ce pied de taille se trouve un répartiteur qui a la particularité d'être suspendu sur monorail. Ce dernier procédé a pour avantage de permettre un ravancement de cinq à dix mètres en un temps très court, et avec un personnel très réduit de trois hommes pendant deux heures. Un broyeur rapide, installé sur le répartiteur, permet de casser les gros blocs. Les produits sont alors acheminés dans un convoyeur à bande d'une largeur inusités d'un mètre jusqu'à un point de chargement fixe. La lutte contre les poussières est conduite à la fois par infusion et par pulvérisation. L'infusion est faite à partir du front sur une profondeur de six mètres, la pulvérisation abat les poussières dans l'entrée d'air, aux points de déversements, dans la taille au-dessus du blindé et dans le retour d'air. L'organisation du chantier a permis de résoudre certains problèmes comme le placement du personnel, l'amélioration des méthodes, l'utilisation du chantier, et la profondeur de passe du rabot.
Le chantier a débuté en mars 1968, et son exploitation a cessé en mars 1969. Au 30 septembre 1968, 86 677 m2 ont été déhouillés pour une production de 138 500 tonnes. Les tonnages journaliers produits par la taille sont de l'ordre de 1 200 à 1 300 tonnes. Les statistiques pour le mois de septembre 1968 indiquent un abattage de 1 258 tonnes par jour, soit 713 m2, un avancement de 2,80 mètres par jour, et de 5,28 m2 par descente en taille. l'essai est donc très concluant.
En 1971, l'extraction est assurée par le 10 d'Oignies, la fosse no 24 - 25 ne sert dès lors plus qu'au service et à l'aérage. Le puits no 24, d'une profondeur de 691 mètres, est remblayé en 1989, mais le puits no 25 sert encore à l'aérage. Ses 590 mètres sont remblayés en 1991, après qu'il a assuré le démantèlement des installations du fond. Les chevalements sont démolis deux ans plus tard. Les têtes des puits nos 24 et 25 sont matérialisées, ce qui permet leur surveillance par le BRGM, le puits no 24 est équipé d'un captage de grisou.